# Ergonomía
La ergonomía es la disciplina que se encarga del diseño de lugares de trabajo, herramientas y tareas, de modo que coincidan con las características fisiológicas, anatómicas, psicológicas y las capacidades de los trabajadores que se verán involucrados. Busca la optimización de los tres elementos del sistema (humano-máquina-ambiente), para lo cual elabora métodos de la persona, de la técnica y de la organización.
Derivado del griego έργον (ergon, ‘trabajo’) y νόμος (nomos, ‘ley’), el término denota la ciencia del trabajo. Es una disciplina sistemáticamente orientada, que ahora se aplica a todos los aspectos de la actividad humana con las máquinas.
El Consejo de la Asociación Internacional de Ergonomía (IEA), que agrupa a todas las sociedades científicas a nivel mundial, estableció desde el año 2000 la siguiente definición, que abarca la interdisciplinariedad que fundamenta a esta disciplina:
Ergonomía (o factores humanos) es la disciplina científica relacionada con la comprensión de las interacciones entre los seres humanos y los elementos de un sistema, y la profesión que aplica teoría, principios, datos y métodos de diseño para optimizar el bienestar humano y todo el desempeño del sistema.

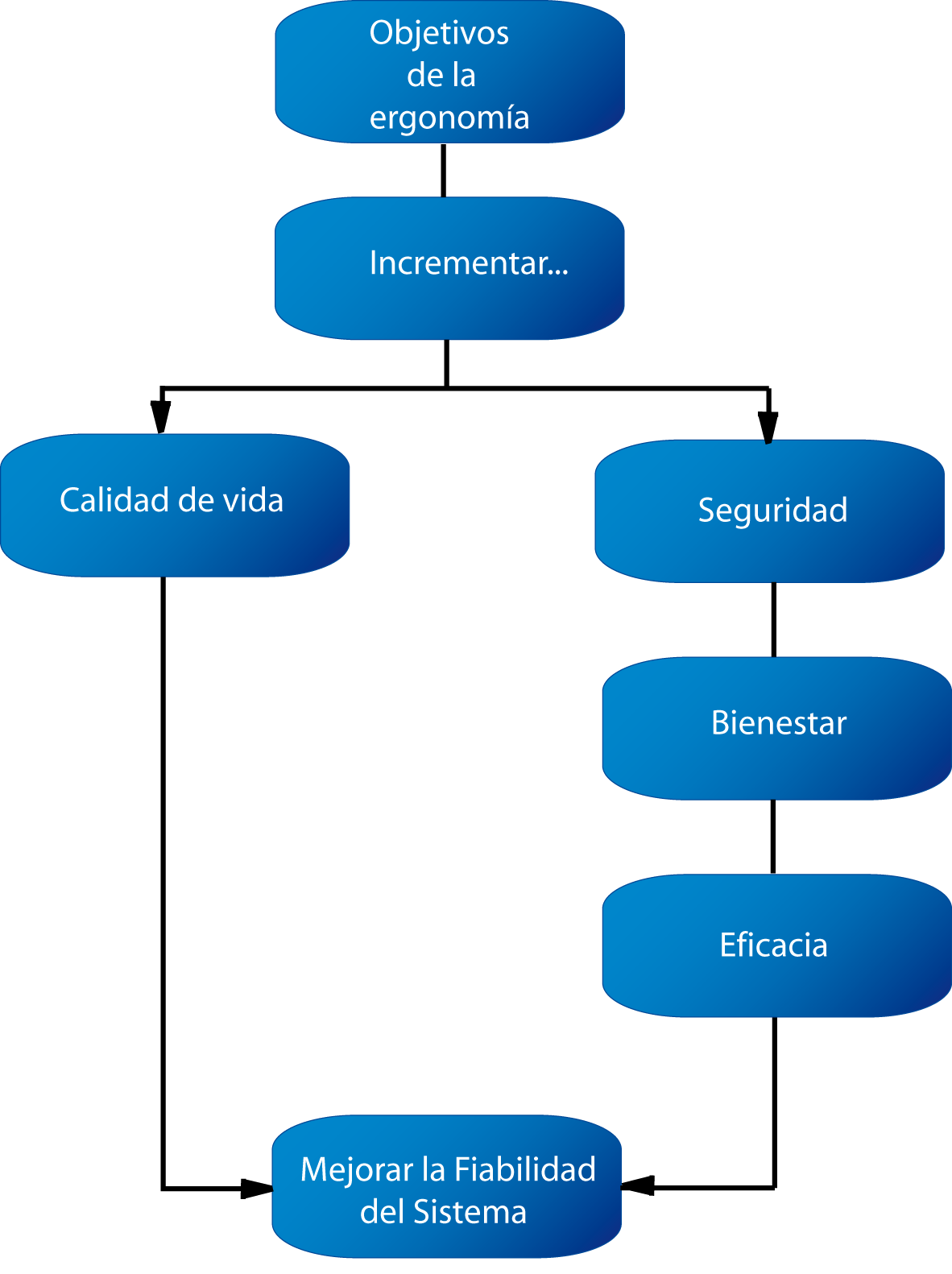
Objetivo de la ergonomía, Ergonomía 1, pág 26. Mondelo, Pedro R. Torada, Enrique G. Barrau, Pedro, Editorial Alfaomega, 2003.

## Historia y etimología
Los fundamentos de la ciencia de la ergonomía parece que se han establecido dentro del contexto de la cultura de la Antigua Grecia. Una buena parte de la evidencia indica que la civilización griega en el siglo V a. C. utiliza principios de la ergonomía en el diseño de herramientas en sus lugares de trabajo.
Puede encontrarse en la descripción que Hipócrates dio del diseño de las herramientas y la forma en que el lugar de trabajo debía organizarse para un cirujano (ver Marmaras, Poulakakis y Papakostopoulos, 1999). También es cierto que existen registros arqueológicos de las dinastías egipcias, donde se observa que fabricaban herramientas, equipamiento del hogar, entre otros que ilustran aplicación de principios ergonómicos. Por tanto es cuestionable si la reclamación por Marmaras, et al., sobre el origen de la ergonomía, puede estar justificada (IG Okorji, 2009). El término ergonomía, del griego Έργον, que significa "trabajo", y Νόμος, que significa "leyes naturales", entró en el léxico moderno, cuando Wojciech Jastrzębowski usó la palabra en su artículo de 1857 «Rys ergonomji czyli Nauki o pracy, opartej na prawdach poczerpniętych z Nauki Przyrody» («El esquema de la ergonomía, la ciencia del trabajo, basado en las observaciones de las Ciencias Naturales»).
Más tarde, en el siglo XIX, Frederick Winslow Taylor fue pionero en la Administración Científica del Trabajo (taylorismo), método que propone la manera de encontrar el método óptimo para llevar a cabo una tarea determinada. Taylor descubrió que podía, por ejemplo, aumentar al triple la cantidad de carbón que los trabajadores estaban paleando, ampliando gradualmente el tamaño y reduciendo el peso de las palas de carbón hasta que la tasa más rápida de paleado se alcanzó. Frank y Lillian Gilbreth, ampliaron los métodos de Taylor en el año 1900 para desarrollar "El estudio de tiempos y movimientos". Su objetivo era mejorar la eficiencia mediante la eliminación de pasos innecesarios. Mediante la aplicación de este enfoque, los Gilbreth redujeron el número de movimientos en albañilería de 18 a 4,5, lo que permitió a los albañiles aumentar su productividad de 120 a 350 ladrillos por hora.
La Segunda Guerra Mundial marcó el desarrollo de nuevas armas y máquinas complejas, surgieron también nuevas exigencias sobre la cognición de los operadores. La toma de decisiones, la atención, la conciencia situacional y la coordinación ojo-mano del operador de la máquina se convirtieron en la clave del éxito o el fracaso de una tarea. Se observó que los aviones en pleno funcionamiento, pilotados por los pilotos entrenados, sufrían accidentes aéreos. En 1943, Alphonse Chapanis, un teniente del Ejército de los EE. UU., mostró que este llamado "error del piloto" podría reducirse en gran medida, cuando los controles eran remplazados por diseños más lógicos y menos confusos en la cabina del avión.
En las décadas posteriores a la guerra, la ergonomía ha seguido floreciendo y diversificándose. La era espacial ha creado nuevos problemas de factores humanos, tales como la ingravidez y las fuerza G. ¿Hasta dónde el cuerpo humano podría tolerar estos ambientes en el espacio exterior?, y ¿qué efectos tendrían en la mente y el cuerpo? El amanecer de la era de la información se ha traducido en el campo de la ergonomía como la interacción persona-computador (HCI).
La acuñación de la ergonomía a largo plazo, sin embargo, es ampliamente atribuida al psicólogo británico Hywel Murrell, en la reunión de 1949 en el Ministerio de marina en el Reino Unido, que llevó a la fundación de la Sociedad de Ergonomía Española creada a finales de los años 80.  Él lo utilizó para englobar los estudios en los que habían participado.

## Descripción general
1. La ergonomía se define como interacciones entre humanos y los elementos de un sistema.
2. Sus características son fisiológicas, físicas, psicológicas y socioculturales.
3. Sus factores más conocidos son el hombre, las máquinas y el ambiente.
4. Según su dominio, se divide en cognitiva, física y la organizacional.
5. La ergonomía cognitiva, estudia los procesos mentales.
6. La ergonomía física, estudia la adaptabilidad física.
7. La ergonomía organizacional, estudia la optimización de sistemas psicotécnicos.

La práctica del ergonomista debe tener un amplio entendimiento del panorama completo de la disciplina, teniendo en cuenta lo físico, cognitivo, social, organizacional, ambiental, entre otros factores relevantes. Los ergonomistas pueden trabajar en uno o varios sectores económicos particulares o dominios de aplicación. Estos dominios de aplicación no son mutuamente excluyentes y evolucionan constantemente. Algunos nuevos son creados, los antiguos toman nuevas perspectivas. Dentro de la disciplina, los dominios de especialización representan competencias profundas en atributos específicos humanos o características de la interacción humana.
La ergonomía, como ciencia multidisciplinar, convoca a profesionales de diversas áreas: ingenieros, diseñadores, médicos, enfermeros, kinesiólogos, terapeutas ocupacionales, psicólogos, especialistas en recursos humanos, arquitectos, y muchas otras.

## Dominios de la ergonomía

### Ergonomía cognitiva
La ergonomía cognitiva (o como también es llamada 'cognoscitiva') se interesa en el cómo y en qué medida, los procesos mentales tales como percepción, memoria, razonamiento y respuesta motora afectan las interacciones entre los seres humanos y los otros elementos de un sistema. Tales como la tríada ergonómica (humano-máquina-ambiente).

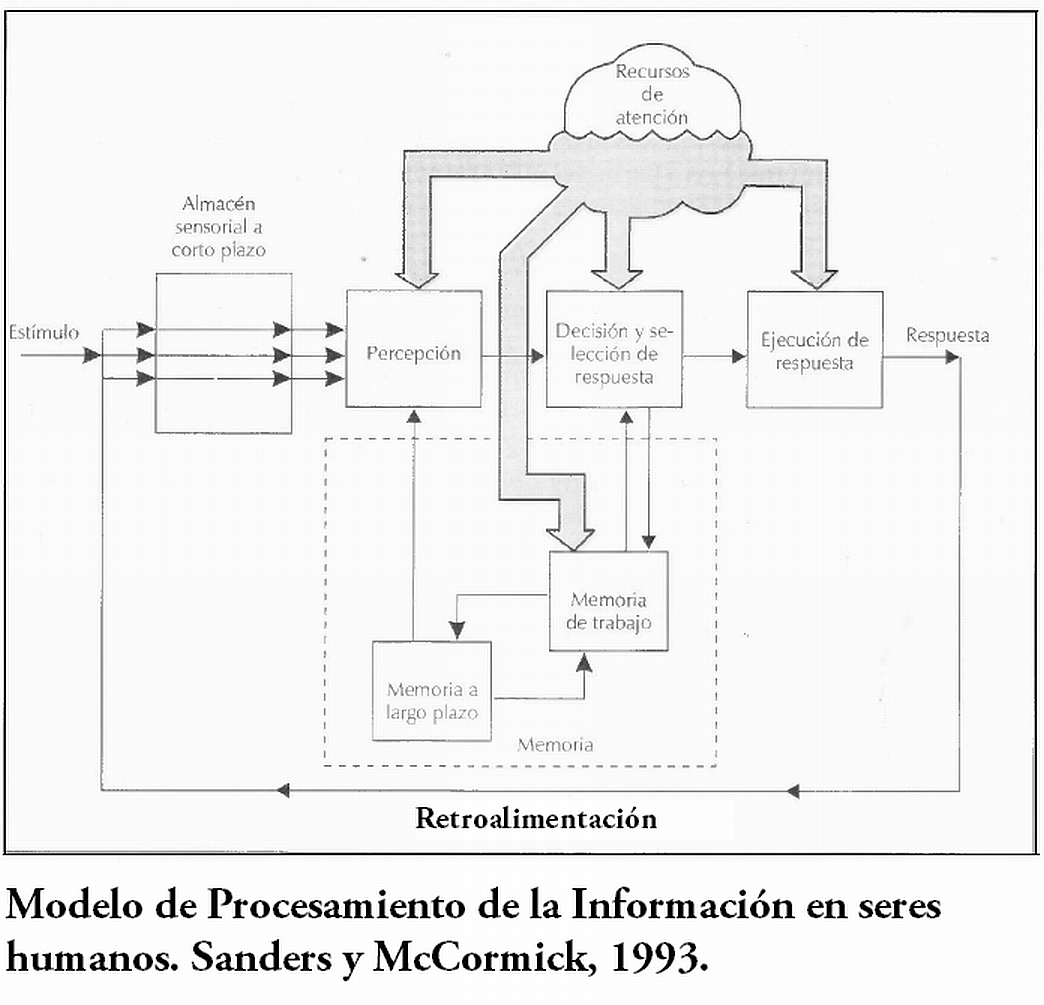

Los asuntos que le resultan relevantes incluyen: carga de trabajo mental, fatiga mental, la toma de decisiones, el funcionamiento experto, la interacción humano-computadora (por ejemplo, la ley de Fitts), la confiabilidad humana, el estrés laboral, el entrenamiento y la capacitación, en la medida en que estos factores pueden relacionarse con el diseño de la interacción humano-sistema.
- Teoría de la información

Información en el sentido cotidiano de la palabra, es el conocimiento recibido acerca de un hecho específico. En el sentido técnico, la información es la reducción de la incertidumbre respecto a ese hecho. La Teoría de la Información se mide en bits de información, donde un bit es la cantidad de información requerida para decidir entre dos alternativas igualmente probables.
- Modelo de procesamiento de información humano

Se han desarrollado numerosos modelos para explicar cómo procesan la información las personas. Muchos de estos modelos consisten en cajas negras que representan las distintas etapas de procesamiento. La figura presenta un modelo genérico que consiste en cuatro etapas o componentes importantes; percepción, decisión, y selección de respuesta, ejecución de respuesta, memoria y los recursos de atención distribuidos en las diferentes etapas. La componente de toma de decisiones, combinada con la memoria trabajando y la memoria a largo plazo, puede considerarse la unidad de procesamiento central, mientras que el almacén sensorial es una memoria transitiva localizada en la etapa de entrada. (Wickens, Giordon y Liu, 1997).

### Ergonomía física
La ergonomía física se ocupa de las características anatómicas, antropométricas, fisiológicas y biomecánicas del usuario, en tanto que se relacionan con la actividad física.
Sus temas más relevantes incluyen posturas de trabajo, sobreesfuerzo, manejo manual de materiales, movimientos repetitivos, lesiones músculo-tendinosas (LMT) de origen laboral, diseño de puestos de trabajo, seguridad y salud ocupacional.

### Ergonomía visual
La ergonomía visual es un concepto que se relaciona con la búsqueda del mejor rendimiento visual de los trabajadores en la oficina. La ergonomía visual, como dominio dentro de la rama de ergonomía, se centra en recomendaciones básicas que deben cumplir aquellas personas que, en el desempeño de su actividad, emplean largas horas trabajando con pantallas y monitores. Estas recomendaciones incluyen aspectos como la separación entre el usuario y la pantalla, la necesidad de separar la vista del monitor repetidamente y centrarla en un punto lejano, o los beneficios de un parpadeo repetido que hidrate las capas corneales del ojo.

### Ergonomía organizacional
La ergonomía organizacional o macroergonomía, se preocupa por la optimización de sistemas socio-técnicos, incluyendo sus estructuras organizacionales, las políticas y los procesos.
Son temas relevantes a este dominio, los factores psicosociales del trabajo, la comunicación, la gerencia de recursos humanos, el diseño de tareas, el diseño de horas laborables y trabajo en turnos, el trabajo en equipo, el diseño participativo, la ergonomía comunitaria, el trabajo cooperativo, los nuevos paradigmas del trabajo, las organizaciones virtuales, el teletrabajo y el aseguramiento de la calidad.

## Ergonomía y personas
La ergonomía es una ciencia que produce e integra el conocimiento de las ciencias humanas para adaptar los trabajos, sistemas, productos, ambientes, a las habilidades mentales y físicas; así como a las limitaciones de las personas. Busca al mismo tiempo salvaguardar la seguridad, la salud y el bienestar mientras optimiza la eficiencia y el comportamiento. Dejar de considerar los principios de la ergonomía llevará a diversos efectos negativos que —en general— se expresan en lesiones, enfermedad profesional, o deterioros de productividad y eficiencia.
La ergonomía analiza aquellos aspectos que abarcan al entorno artificial construido por el hombre, relacionado directamente con los actos y acciones involucrados en toda actividad de este, ayudándolo a acomodarse de una manera positiva al ambiente y composición del cuerpo humano.
En todas las aplicaciones su objetivo es común: se trata de adaptar los productos, las tareas, las herramientas, los espacios y el entorno en general a la capacidad y necesidades de las personas, de manera que mejore la eficiencia, seguridad y bienestar de los consumidores, usuarios o trabajadores. Desde la perspectiva del usuario, abarca conceptos de comodidad, eficiencia, productividad, y adecuación de un objeto.
La ergonomía es una ciencia en sí misma, que conforma su cuerpo de conocimientos a partir de su experiencia y de una amplia base de información proveniente de otras disciplinas como la kinesiología, la psicología, la fisiología, la antropometría, la biomecánica, la ingeniería industrial, el diseño, la fisioterapia, la terapia ocupacional y muchas otras.
El planteamiento ergonómico consiste en diseñar los productos y los trabajos de manera de adaptar estos a las capacidades, necesidades y limitaciones de personas; el concepto busca evitar que la solución a los problemas del puesto de trabajo sea el camino contrario, es decir, exigir reiteradas y numerosas adecuaciones a la persona para adaptarse al puesto de trabajo.
La lógica que utiliza la ergonomía se basa en el axioma de que las personas son más importantes que los objetos o que los procesos productivos; por tanto, en aquellos casos en los que se plantee cualquier tipo de conflicto de intereses entre personas y cosas, deben prevalecer las personas.
Como principio, el diseño de productos, tareas o puestos de trabajos debe enfocarse a partir del conocimiento de las capacidades y habilidades, así como las limitaciones de las personas (consideradas como usuarios o trabajadores, respectivamente), diseñando los elementos que estos utilizan teniendo en cuenta estas características.

### Beneficios de la ergonomía
- Disminución de riesgo de lesiones y accidentes
- Disminución de errores / rehacer
- Disminución de riesgos ergonómicos
- Disminución de enfermedades laborales
- Disminución de días de trabajo perdidos
- Disminución de Ausentismo Laboral
- Disminución de la rotación de personal
- Aumento de la tasa de producción
- Aumento de la eficiencia
- Aumento de la productividad
- Aumento de los estándares de producción
- Aumento de un buen clima organizacional
- Simplifica las tareas o actividades
- Rendimiento en el trabajo

## Ámbitos de la ergonomía

### El diseño de productos
La ergonomía es un factor muy importante al diseñar un producto, ya que será ésta la que asegure la usabilidad del mismo. Al desarrollar un producto con el apoyo de la ergonomía se consigue:
- Facilidad de mantenimiento: se facilita la limpieza, se evita la acumulación de suciedad, se reducen las partes con fricción y se facilita la lubricación.
- Facilidad de asimilación: se disminuye la curva de aprendizaje, es decir, se hace una menor demanda de las habilidades previas del usuario. Exige un menor esfuerzo, un menor número de movimientos y se reducen los alcances.
- Habitabilidad: se establecen condiciones de confort se eliminan los daños directos inmediatos que pueda sufrir el usuario y se eliminan o reducen los factores de riesgo.

Para poder diseñar un producto ergonómico eficaz, es muy importante realizar un estudio previo del público objetivo, así como crear prototipos que permitan validar el diseño del mismo.

### Diseño de puestos de trabajo
Su aplicación al ámbito laboral ha sido tradicionalmente el más frecuente; aunque también está muy presente en el diseño de productos y en ámbitos relacionados como la actividad del hogar, el ocio o el deporte. El diseño y adaptación de productos y entornos para personas con limitaciones funcionales (personas mayores, personas con discapacidad, etc.) es también otro ámbito de actuación de la ergonomía.
Todo diseño ergonómico ha de considerar los objetivos de la organización, teniendo en cuenta aspectos como la producción, eficiencia, productividad, rentabilidad, innovación y calidad en el servicio.

### Ergonomía del producto
El objetivo de este ámbito son los consumidores, usuarios y las características del contexto en el cual el producto es usado. El estudio de los factores ergonómicos en los productos, busca crear o adaptar productos y elementos de uso cotidiano o específico de manera que se adapten a las características de las personas que los van a usar. Es decir, la ergonomía es transversal, pero no a todos los productos, sino a los usuarios de dicho producto.
El diseño ergonómico de productos, trata de buscar que estos sean: eficientes en su uso, seguros, que contribuyan a mejorar la productividad, sin generar patologías en el humano, que en la configuración de su forma indiquen su modo de uso y características de uso.
Para lograr estos objetivos, la ergonomía utiliza diferentes técnicas en las fases de planificación, diseño y evaluación. Algunas de esas técnicas son: análisis funcionales, biomecánicos, datos antropométricos del segmento de usuarios objetivo del diseño, ergonomía cognitiva y análisis de los comportamientos fisiológicos de los segmentos del cuerpo comprometidos en el uso del producto.
En sentido estricto, ningún objeto es ergonómico por sí mismo, ya que la calidad de tal, depende de la interacción con el individuo. No bastan las características del objeto.

#### Consideraciones universales de diseño
La mayoría de las personas experimentan algún grado de limitación física en algún momento de la vida, tales como huesos rotos, muñecas torcidas, el embarazo,o el envejecimiento. Otros, puedan vivir con una limitación o impedimento todos los días. Al considerar el diseño del producto, los diseñadores pueden reconocer la necesidades especiales de los diferentes usuarios, incluyendo personas con discapacidades.
Cuestiones relacionadas con la accesibilidad para personas con discapacidades son cada vez más frecuentes, y puede requerirse que los empleadores realicen adaptaciones para estas personas en lugares de trabajo y en otros espacios públicos.
La Americans with Disabilities Act (ADA), no especifica los requisitos para su mobiliario de oficina para dar cabida a las personas con discapacidad. Por lo tanto, es incorrecto afirmar que los muebles y productos para oficina son "compatibles con ADA."
Diseñar teniendo en mente todas las personas, es un principio que se conoce como el diseño universal, el cual, es importante tener en cuenta en el diseño de productos. En esta sección veremos algunas pautas de diseño universal.
- Sillas de ruedas:

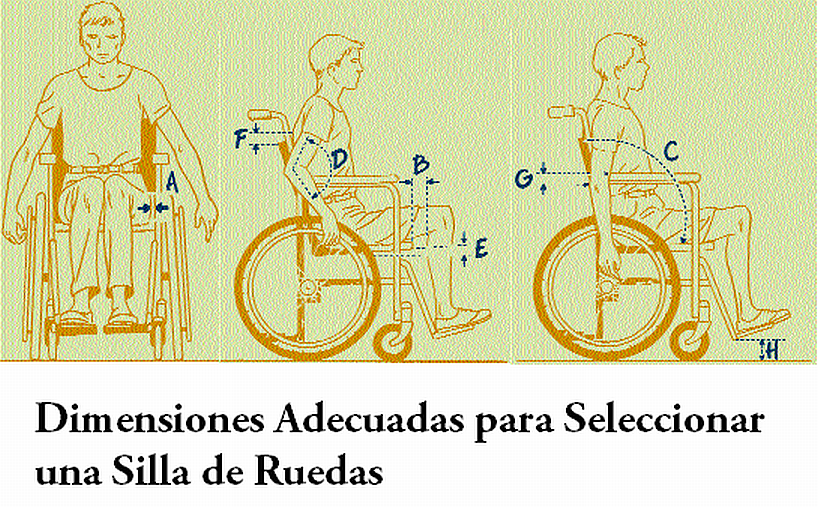
Dimensiones para seleccionar una silla de ruedas

Para sillas de ruedas comunes, la altura del asiento es 18" a 22", y la anchura total es 22.5"-27.0". Estos valores pueden ayudar en el diseño de muebles, el ajuste de la altura de la superficie de trabajo, y facilidad para el acceso para sillas de ruedas. Las personas que trabajan sentadas en una silla de ruedas y pueden requerir consideraciones en cuanto el alcance en el área de trabajo del escritorio.
Algunas recomendaciones, en cuanto a ¿qué dimensiones son adecuadas para escoger una silla de ruedas?; lo primero sería sentarse en la silla de ruedas, adoptar una postura correcta y proceder a tomar las dimensiones:
1. Holgura del asiento: 2.5 cm (dos dedos) entre los muslos y el lateral de la silla. También 2.5 cm entre muslos y reposabrazos. Si se utiliza ropa muy ancha es necesario dejar un poco más de espacio.
2. Borde delantero del asiento: 3-5 cm (tres dedos) entre el asiento y la parte posterior de la rodilla.
3. Inclinación respaldo-asiento: 100°-110°; si es regulable se puede adaptar mejor a diferentes actividades.

Otras dimensiones a tener en cuenta:

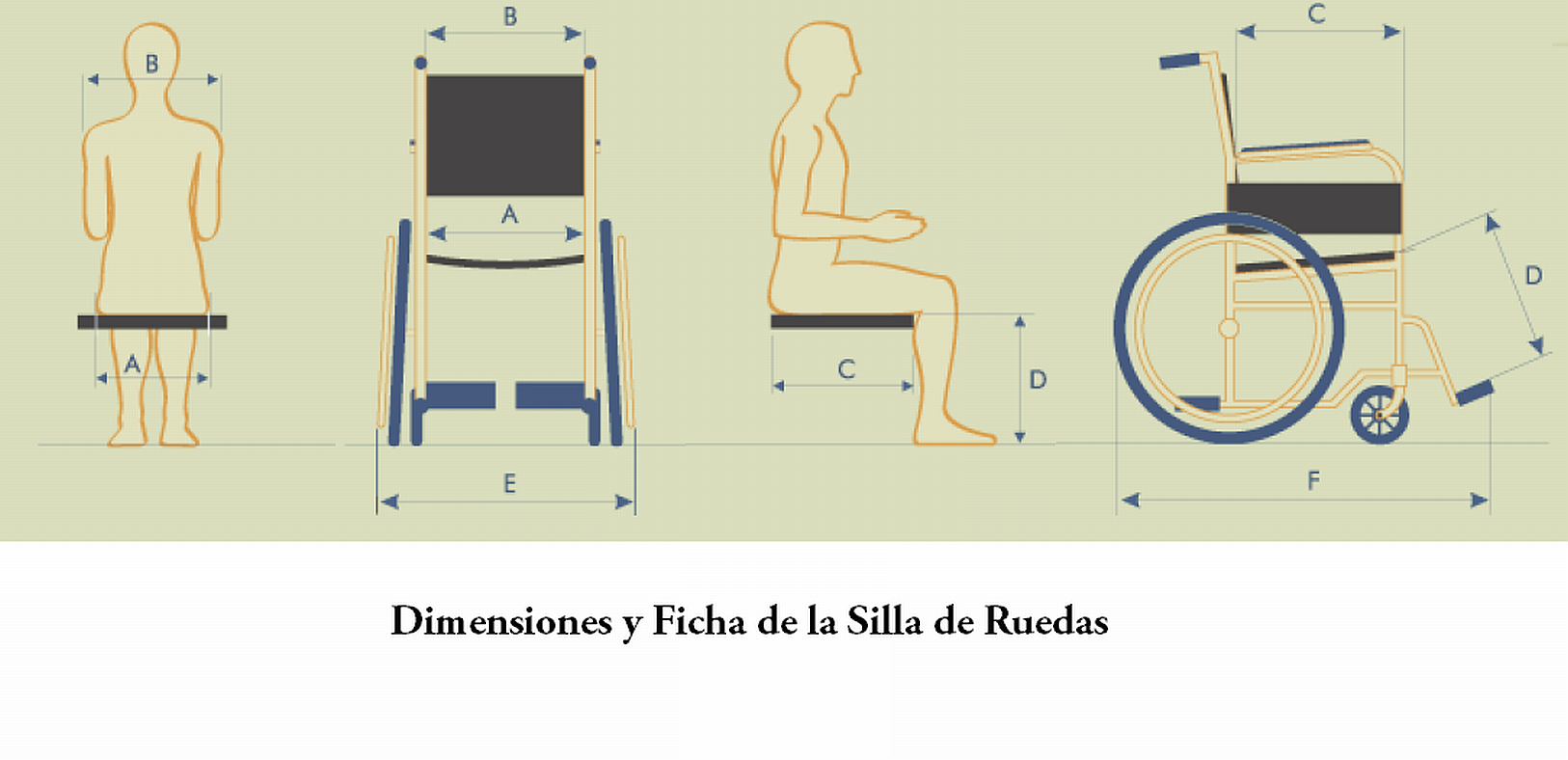
Dimensiones y ficha para silla de ruedas.

1. Ángulo entre brazo y antebrazo: 120° con la mano agarrando la parte más alta del aro propulsor.
2. Inclinación del asiento: 1.º-4.º hacia atrás; es importante evitar el deslizamiento hacia delante y que no haya mucha presión sobre el sacro.
3. Altura del respaldo: 2.5 cm por debajo de la escápula; el respaldo no debe interferir al mover el brazo hacia atrás; para las personas con lesiones recientes o enfermedades degenerativas son más adecuados los respaldos regulables en altura.
4. Altura del reposabrazos: 2 cm por encima del codo con el brazo extendido.
5. Altura del reposapiés: 5 cm mínimo, pero se recomienda 10-13 cm para evitar tropiezos. Hay que evitar que el pie se deslice entre los reposapiés.

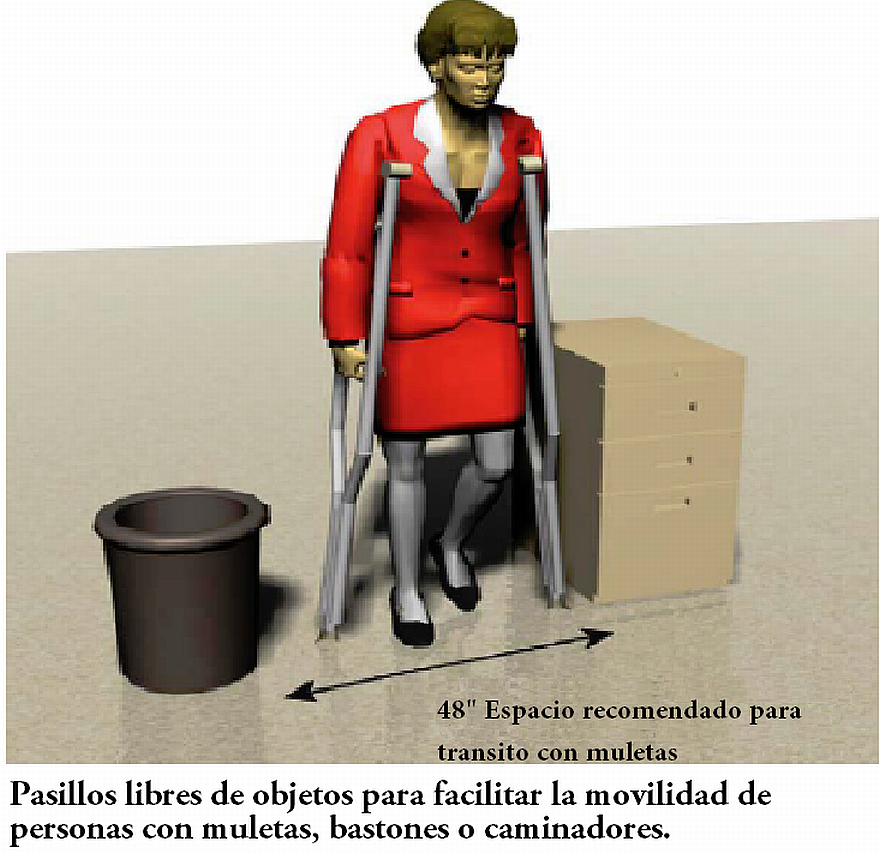

Datos importantes para una silla de ruedas; ficha de la silla:
A. Anchura del asiento
B. Anchura del respaldo
C. Distancia respaldo-asiento
D. Distancia reposapiés-asiento
E. Anchura total
F. Longitud total
- Muletas, bastones y caminadores:

Algunas personas cuando sufren algún accidente o una discapacidad momentánea, necesitan la ayuda de aparatos para caminar, como muletas, bastones o caminadores. Un ancho mínimo de 36" de pared a pared, en un pasillo o en un lugar de trabajo es necesaria para facilitar la movilidad de estas personas. Los estudios han demostrado que 48" es el ancho preferible de pasillo, para las personas que utilizan muletas, bastones o caminadores. También es importante mantener estas zonas libres de obstáculos para evitar el riesgo de una caída y una lesión mayor.
Objetos que dificulten el buen uso y la maniobrabilidad de los peatones, se deben mover y acomodarlos en un sitio adecuado que no sea los pasillos.
- Perillas, manijas y controles:

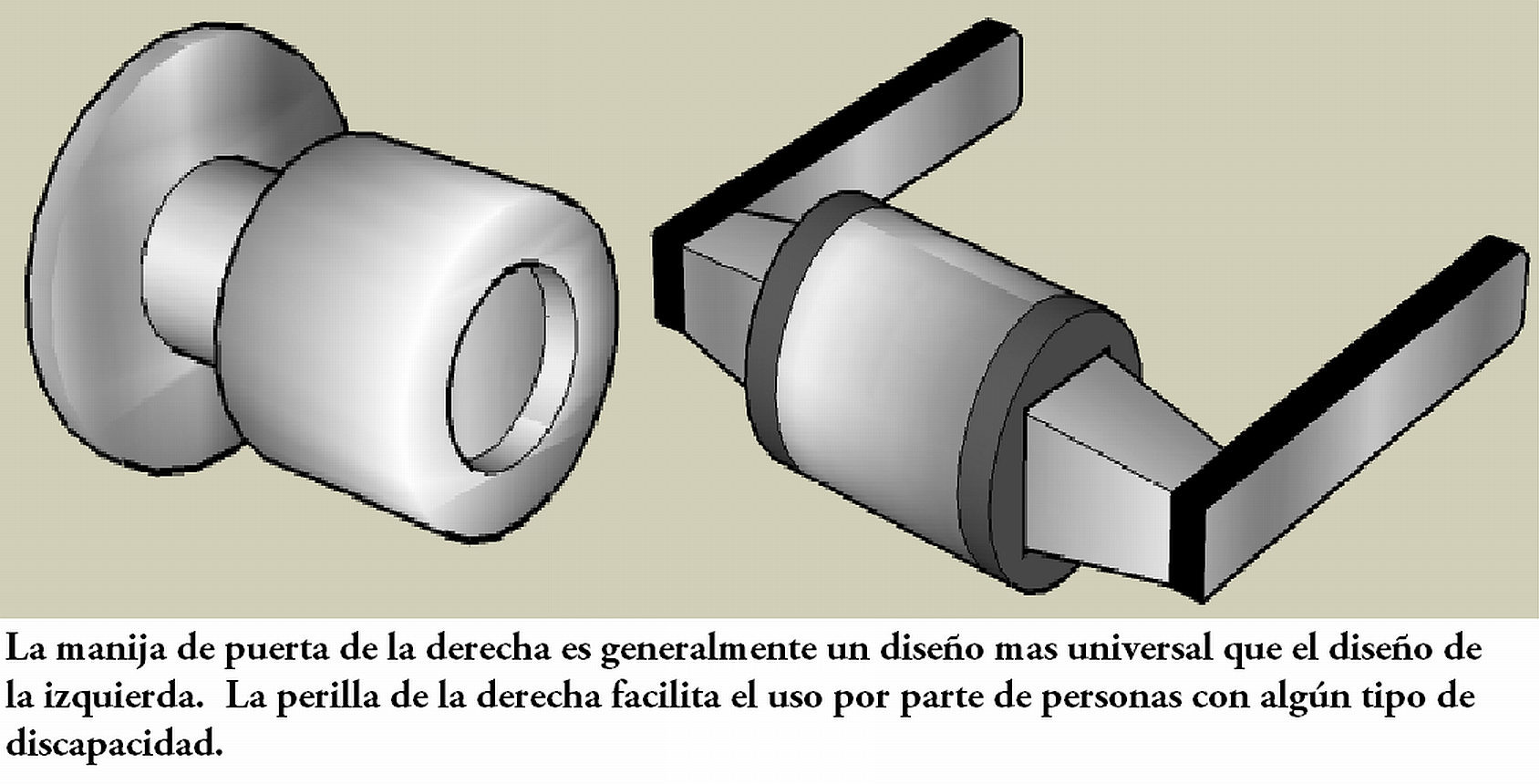

Las perillas, manijas y controles de los productos deben de ser fáciles de usar e intuitivas. Algunas personas son incapaces de agarrar con fuerza algunos tipos de perillas, mientras que otros pueden tener prótesis de mano, la cual imposibilita el realizar fácilmente la apertura de puertas. Un mango en forma de L es preferible a uno redondo, ya qué permite el acceso a un mayor número de usuarios.

### Diseño ergonómico de puestos de trabajo
Los esposos Gilbreth, introdujeron el diseño del trabajo manual a través del estudio de movimientos, en lo que se conoce como Therbligs, y los veintiún principios de economía de movimientos. Los principios se clasifican en tres grupos básicos:
- Uso del cuerpo humano

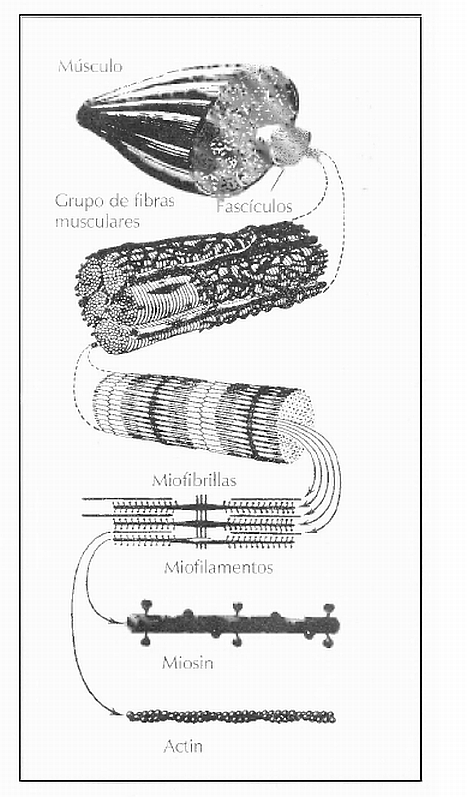
Estructura del músculo, fisiología muscular y organización de la fibra muscular. Sobre el gráfico de Gray's Anatomy, 1973.

- Arreglo y condiciones del lugar de trabajo
- Diseño de herramientas y equipo

Algo muy importante es que los principios se basan en factores anatómicos, biomecánicos y fisiológicos del cuerpo humano. Estos constituyen la base científica de la ergonomía y el diseño del trabajo. Los principios tradicionales de economía de movimientos se han ampliado y ahora se le conoce como principios y guía para el diseño del trabajo:
- Diseño del trabajo manual
- Diseño de estaciones de trabajo, herramientas y equipo
- Diseño del ambiente de trabajo
- Diseño del trabajo cognitivo
- Diseño ergonómico de los muebles.

### Diseño del trabajo manual
Sistema óseo-muscular
El cuerpo humano es capaz de producir movimientos debido a un sistema complejo de músculos y huesos, llamado sistema óseo-muscular. Existen tres tipos de músculos en el cuerpo humano: músculos óseos o estriados, adheridos al hueso; músculo cardíaco, que se encuentra en el corazón, y músculo suave, como el de los órganos internos y las paredes de los vasos capilares. Es necesario conocer la conformación del sistema óseo-muscular para adentrarnos en el análisis del trabajo manual y desarrollar aplicaciones que permitan reducir los riesgos ergonómicos presentes en los puestos de trabajo.
Logro de la máxima fuerza muscular en el rango medio de movimiento
La propiedad del músculo que permite su utilización con una disminución considerable de la fuerza del músculo se conoce como relación fuerza-longitud. Una tarea que requiera una fuerza considerable debe realizarse en una posición óptima. Por ejemplo, la posición neutral o recta proporciona el agarre más fuerte para los movimientos de la muñeca. En la flexión del codo, la mejor posición sería con el codo doblado a un poco más de 90°. En la flexión de las plantas (como al oprimir un pedal), otra vez la posición óptima es a un poco más de 90°.
Logro de la máxima fuerza muscular con movimientos lentos
La fuerza es suficiente solo para mover la masa de un segmento del cuerpo. Esta propiedad se conoce como relación fuerza-velocidad y es en especial importante cuando se trata de trabajo manual pesado.
Uso del momento para ayudar al trabajador siempre que sea posible
Las estaciones de trabajo deben permitir que los operarios dejen la pieza en el área de entrega mientras sus manos están en movimiento para tomar otra componente o herramienta e iniciar un nuevo ciclo.

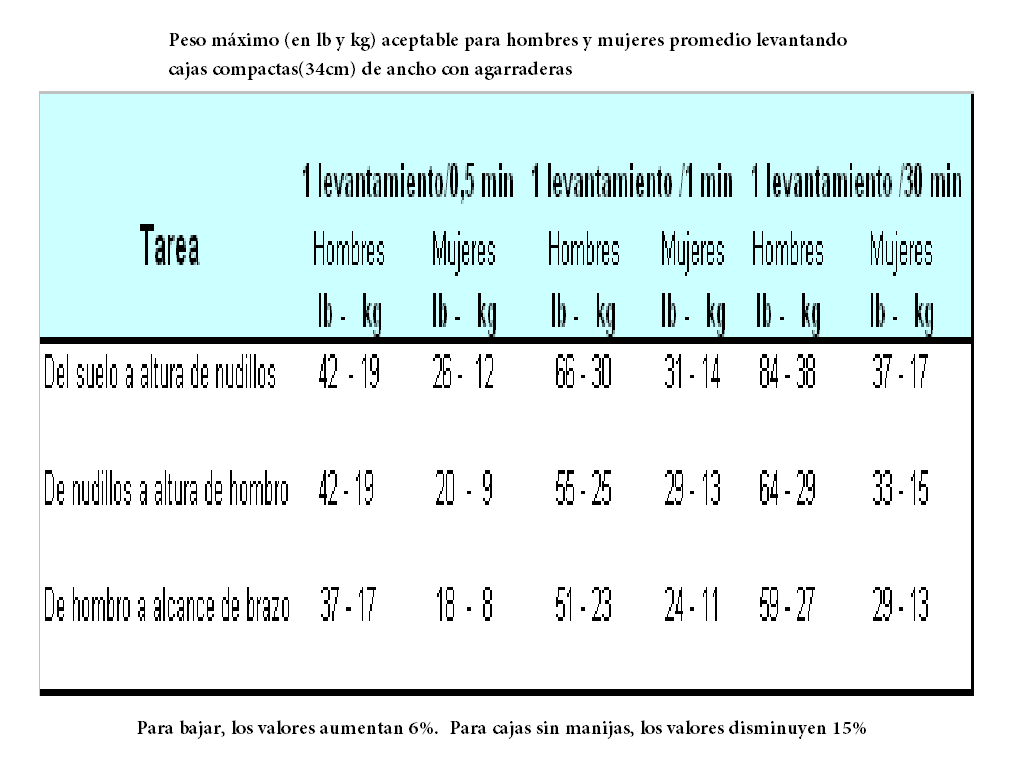
Peso máximo aceptable para hombres y mujeres promedio levantando cajas compactas con agarraderas.

Diseñar tareas para optimizar la capacidad de la fuerza humana
La capacidad de la fuerza humana depende de tres factores importantes:
- el tipo de fuerza
- el músculo o coyuntura de movimiento que se utiliza
- la postura

Existen tres tipos de esfuerzo muscular, definidos primordialmente por la manera en que se miden. Los esfuerzos musculares que redundan en movimientos del cuerpo son el resultado de una fuerza dinámica. En el caso en que el movimiento del cuerpo está restringido se obtiene una fuerza isométrica o estática. Se ha definido un tercer tipo de capacidad de fuerza muscular, la psicofísica, para situaciones en las que se requiere una demanda de fuerza durante un tiempo prolongado
Uso de músculos grandes para tareas que requieren fuerza
La fuerza en los músculos es directamente proporcional al tamaño del músculo, según lo define el área de la sección transversal (87 psi (60N/cm²) tanto para hombres como para mujeres.) (Ikai y Fukunaga, 1968). Por ejemplo, en levantamientos pesados deben usarse los músculos de piernas y tronco, y no músculos más débiles.
Permanecer 15 % debajo de la máxima fuerza voluntaria
La fatiga muscular es un criterio muy importante, pero muy poco usado en el diseño adecuado de tareas para el operario humano. El cuerpo humano y el tejido muscular se apoyan en dos tipos primordiales de fuentes de energía, aeróbica y anaeróbica.
Como el metabolismo anaeróbico puede suministrar energía solo durante un período corto, el oxígeno que llega a las fibras musculares vía el flujo de sangre periférica, se vuelve crítico para determinar cuánto durarán las contracciones del músculo. Por eso toda actividad que requiera el uso de la fuerza debe estimarse con un 15 % debajo de la fuerza máxima, con el fin de no fatigar totalmente los tejidos musculares y agotar al operario, esta relación se puede modelar por:
- T = tiempo de resistencia (min)
- f = fuerza requerida, expresada como fracción de la fuerza isométrica máxima

Por ejemplo, un trabajador será capaz de resistir un nivel de fuerza de 50 % de la máxima fuerza por solo alrededor de un minuto:
Uso de ciclos de trabajo-reposo intermitentes, frecuentes y cortos
Ya sea que se realicen contracciones estáticas repetidas (como sostener una carga con codo flexionado) o una serie de elementos de trabajo dinámicos (como mover una palanca con brazos o piernas), ha de asignarse trabajo y recuperación en ciclos cortos y frecuentes (Micro Pausas Activas). Esto se debe, en primer lugar, a un periodo rápido de recuperación inicial, que después tiende a nivelarse. Así, la mayor parte del beneficio se obtiene en un periodo relativamente corto.
- Pausas Activas[16]

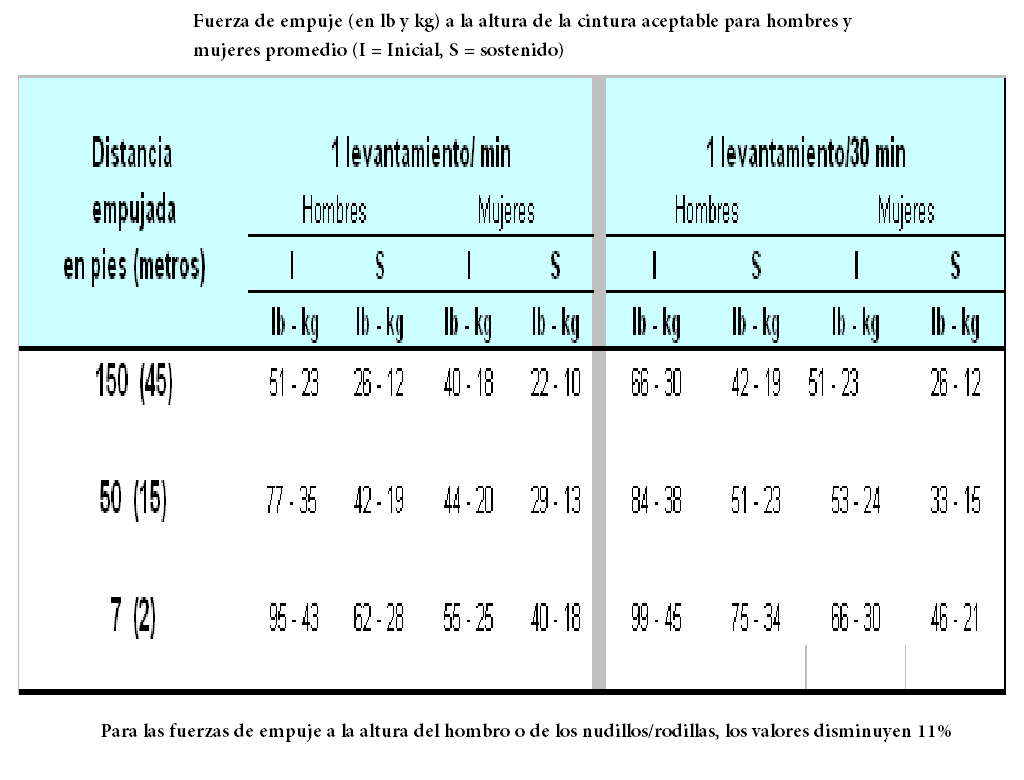
Fuerza de empuje a la altura de la cintura aceptable.

Un programa de realización de Pausas Activas dentro del horario laboral del trabajador permite mejorar las capacidades motoras, aumenta la velocidad, la coordinación y sobre todo la capacidad aeróbica. Tiene como objetivos:
- Activación del sistema respiratorio y cardiovascular
- Optimización del abastecimiento de energía y de oxígeno
- Preparación del sistema neuromuscular, del aparato locomotor pasivo y activo
- Activación de los sistemas psicovegetativos para el rendimiento

Las pausas activas permiten:

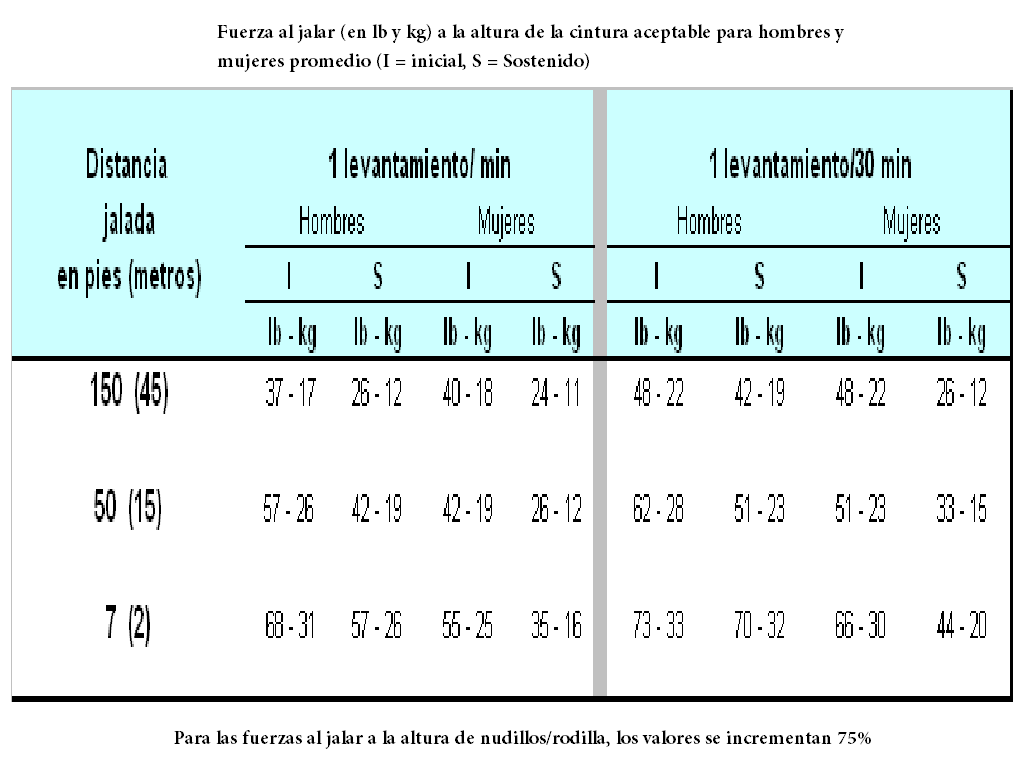
Fuerza al halar a la altura de la cintura aceptable para hombres y mujeres.

- Mejorar la capacidad de rendimiento
- Evita, reduce o elimina los desequilibrios musculares
- Mejora la postura corporal
- Descarga las articulaciones y las preserva de molestias

Si el trabajador llega a la fatiga muscular completa (o de todo el cuerpo), la recuperación completa necesitará un tiempo más largo, quizá varias horas.
Diseño de tareas para que la mayoría de los trabajadores puedan realizarlas
Para un grupo dado de músculos, existe un intervalo considerable de fuerza en la población adulta, sana y normal, donde el más fuerte es de cinco a ocho veces más fuerte que el más débil. La diferencia es mayor para la fuerza de las extremidades superiores y menor en las inferiores. Sin embargo, la causa primordial de este efecto es el tamaño del cuerpo(es decir, la masa muscular total) y no solo el sexo; la mujer promedio es considerablemente más pequeña y ligera que el hombre promedio. Todavía más, con la amplia distribución para la fuerza de un músculo dado, existen numerosas mujeres más fuertes que muchos hombres. En términos de edad, la fuerza muscular parece tener un pico alrededor de los 25 años y después decrece linealmente de 20 a 25 % para los 60 años. La disminución de la fuerza se debe a la reducción de masa muscular y la pérdida de fibras musculares.
Uso de poca fuerza para movimientos precisos o control motriz fino
Las contracciones de los músculos se inician por una inervación neuronal desde el cerebro y columna vertebral, que juntos forman el sistema nervioso central. La actividad eléctrica de los músculos, llamada electromiograma (EMG), es una medida útil de la actividad muscular local. Una neurona motora o célula nerviosa típica que llega al músculo desde el sistema nervioso central puede tener conexión con varios cientos de fibras musculares. La tasa de inervación del número de fibras por neurona va de menos de 10 en los músculos pequeños del ojo a más de 1000 en los músculos grandes y puede variar de manera considerable aun dentro de los mismos músculos. Este arreglo funcional se llama unidad motora y tiene implicaciones importantes en el control del movimiento.
No deben intentarse movimientos precisos o de control fino justo después del trabajo pesado
Levantar contenedores con partes pesadas requiere seleccionar las unidades motoras pequeñas, al igual que las grandes para generar las fuerzas musculares necesarias. Durante el levantamiento y reabastecimiento, algunas unidades motoras se fatigan y se seleccionan otras para compensar. Cuando el operario termina de reabastecer los contenedores y regresa al trabajo preciso de ensamble, algunas unidades motoras, que incluyen las de precisión pequeñas, no están disponibles. Es decir, el utilizar músculos grandes en primera instancia para realizar tareas pesadas en la estación de trabajo ocasionará que cuando se vaya a hacer uso de los movimientos de control fino para ejecutar tareas de precisión, la respuesta muscular no será la correcta por qué ya existe una fatiga previa mayor.
El uso de movimientos balísticos de velocidad
La inervación cruzada de agonistas y antagonistas siempre ocurre a través de reflejos espinales. Esto minimiza conflictos innecesarios entre los músculos, lo mismo que el gasto excesivo de energía consecuente.
Es decir, es preferible usar movimientos donde se describa una trayectoria balística o en forma de parábola, desde el centro hacia afuera y desde afuera hacia el centro, que los movimientos inexactos y con cambios repentinos y bruscos.
Inicio y terminación de movimientos con ambas manos al mismo tiempo
Cuando la mano derecha trabaja en su área normal a la derecha del cuerpo y la izquierda en la suya, a la izquierda del cuerpo, el sentimiento de balance tiende a inducir un ritmo en el desempeño del operario, que lo lleva a la máxima productividad. La mano izquierda en personas derechas puede ser tan efectiva como la derecha y debe usarse. Las dos manos no deben quedar ociosas, excepto durante los periodos de descanso.
Movimientos simétricos y simultáneos de ambas manos desde y hacia el centro del cuerpo
Es natural que ambas manos se muevan en patrones simétricos. Las desviaciones de la simetría es una estación de trabajo a dos manos conducen a movimientos incómodos del operario. Muchas personas están familiarizadas con la dificultad de dar pequeños golpes al estómago con la mano izquierda y sobar la parte superior de la cabeza con la derecha. Otro experimento que ilustra la dificultad de realizar operaciones no simétricas es intentar dibujar un círculo con la mano izquierda y un cuadrado con la derecha.
Uso del ritmo natural del cuerpo
Los reflejos de la espina que excitan o inhiben músculos, también llevan a ritmos naturales en el movimiento de los segmentos del cuerpo que se pueden comparar con los sistemas de masa-resorte-amortiguador de segundo orden, donde los segmentos del cuerpo proporcionan la masa y el músculo tiene resistencia y amortiguamiento internos.
La frecuencia natural es esencial para el desempeño suave y automático de una tarea. Drillis (1963) estudió una variedad de tareas manuales muy comunes y sugirió tiempos de trabajo óptimos, de la siguiente manera:
- Limado de metal 60-78 pasadas por minuto
- Cortes 60 pasadas por minuto
- Palanca con la mano 35 revoluciones por minuto
- Palanca con la pierna 60-72 revoluciones por minuto
- Palear 14-17 paleadas por minuto

Uso de movimientos curvos continuos
Debido a la naturaleza de los ligamentos que unen los segmentos del cuerpo (que se aproximan a juntas de pasador), es más sencillo para las personas producir movimientos curvos, es decir, pivotear alrededor de una coyuntura. Los movimientos en línea recta que involucran cambios agudos y repentinos en su dirección requieren más tiempo y son menos precisos. Esta ley se demuestra con facilidad al mover cualquiera de las dos manos con un patrón rectangular, y después con uno circular de magnitudes aproximadas.
Los movimientos curvos continuos no requieren des-aceleración y, en consecuencia, se realizan más rápido por unidad de distancia.
Uso de la clasificación de movimientos práctica más baja
Esta clasificación de movimientos finalmente termina convirtiéndose en ley fundamental de la economía de movimientos, para ejecutar un adecuado estudio de métodos
- Los movimientos de los dedos, o movimientos de primera clase, son los más rápidos de los cinco tipos y se reconocen con facilidad porque se realizan moviendo el o los dedos mientras el resto del brazo permanece inmóvil. Los movimientos típicos de los dedos son enroscar una tuerca en un tornillo, presionar las teclas de una máquina de escribir o tomar una parte pequeña.

- Los movimientos de dedos y muñecas se hacen mientras el brazo y antebrazo están quieto, y se conocen como movimientos de clase dos. Los movimientos típicos de dedos y muñecas ocurren al colocar una parte en un dispositivo o al ensamblar partes.

- Los movimientos de dedos, muñecas y parte baja del brazo se conocen como movimientos del antebrazo de clase tres, e incluyen aquellos realizados por el brazo abajo del codo cuando la parte superior no se mueve. Como el antebrazo incluye un músculo fuerte, esos movimientos no se consideran eficientes porque no son fatigantes. Sin embargo, el trabajo repetitivo con fuerza de los brazos extendidos puede inducir hinchazón, que se alivia diseñando la estación de trabajo de manera que los codos estén a 90° al realizar la tarea.

- Los movimientos de dedos, muñeca, parte baja y parte alta del brazo se conocen como movimientos de clase cuatro o de hombro, y quizá se usen más que los de cualquier otra clase. Este movimiento, para una distancia dada, toma mucho más tiempo que los movimientos de las tres clases anteriores. Se requiere para realizar movimientos de transporte de partes que no es posible alcanzar sin extender el brazo.

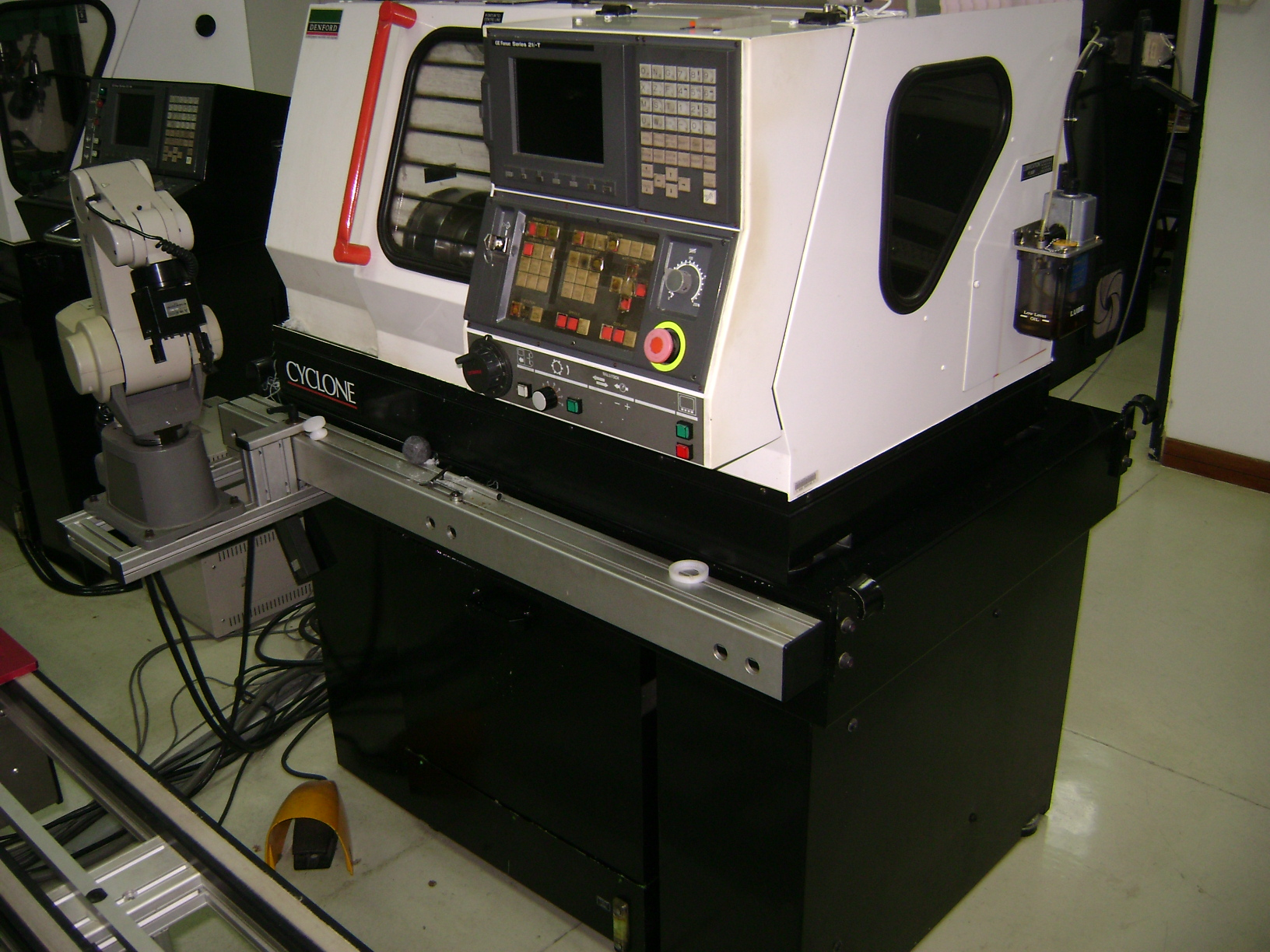
Ergonomía. Máquina herramienta operada con el pie, para facilitar el uso de las manos al mismo tiempo (Laboratorio de Ingeniería Industrial, Pontificia Universidad Javeriana, Cali).

- Los movimientos de clase cinco incluyen movimientos del cuerpo, que son los más tardados. Los movimientos del cuerpo incluyen tobillo, rodilla y muslo, al igual que el tronco.

Los movimientos de clase uno requieren el menor esfuerzo y tiempo, mientras que los de clase cinco se consideran los menos eficientes. Así, siempre debe utilizarse el movimiento de clasificación menor para realizar un trabajo adecuado.
Trabajo con manos y pies al mismo tiempo
Dado que las manos son más hábiles que los pies, no sería inteligente hacer que los pies trabajaran mientras las manos están quietas. Con frecuencia se pueden arreglar dispositivos como pedales que permitan sujeciones, expulsiones o alimentaciones, y liberar las manos para otros trabajos más útiles y, en consecuencia, disminuir el tiempo de ciclo. Cuando las manos se mueven, los pies no deben hacerlo, ya que es difícil el movimiento simultáneo de manos y pies; pero los pies pueden estar aplicando presión sobre algo como un pedal. Además, el operario debe estar sentado, pues no es sencillo operar un pedal de pie, y aguantar todo el peso del cuerpo en el otro pie.

### Diseño de estaciones de trabajo, herramientas y equipo
La Ingeniería de Métodos reconoce estos conceptos al lograr adaptarlos y ajustarlos al operario como ergonomía. Este enfoque ayuda a lograr una mayor producción y eficiencia en las operaciones y menores tasas de lesiones para los operarios.
Antropometría y diseño

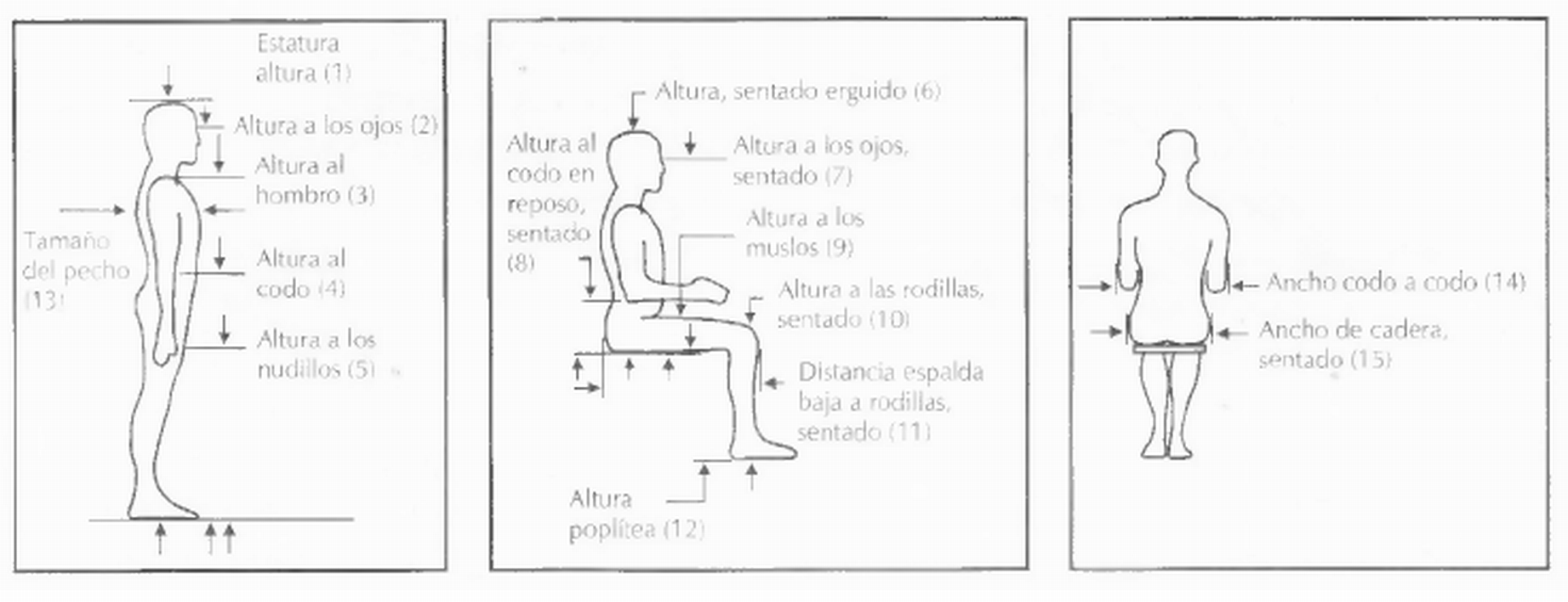
Ergonomía. Sanders and McCornick, 1993. Medidas antropométricas a tomar en el cuerpo humano).

La guía primordial es diseñar el lugar de trabajo para que se ajuste a la mayoría de los individuos en cuanto al tamaño estructural del cuerpo humano. La ciencia de medir el cuerpo humano se conoce como antropometría, la cual utiliza dispositivos tipo calibrador para determinar las dimensiones estructurales, como estatura, largo del antebrazo y otros.
- Diseño para extremos

El diseño para extremos implica que una característica específica es un factor limitante al determinar el valor máximo y mínimo de una variable de población que será ajustada, por ejemplo, los claros, como una puerta o la entrada a un tanque de almacenamiento, deben diseñarse para el caso máximo, es decir, para la estatura o ancho de hombros correspondiente al percentil 95. De esta manera el 95 % de los hombres y casi todas las mujeres podrán pasar por el claro. El alcance para cosas como un pedal de freno o una perilla de control se diseña para el individuo mínimo, es decir, para piernas o brazos de mujeres en el percentil 5, entonces 95 % de las mujeres y casi todos los hombres tendrán un alcance mayor y podrán activar el pedal o el control.
- Diseño para que sea ajustable

Diseñar para que se ajuste se usa, en general, para equipo o instalaciones que deben adaptarse a una amplia variedad de individuos. Sillas, mesas, escritorios, asientos de vehículos, una palanca de velocidades y soportes de herramientas son dispositivos que se ajustan a una población de trabajadores entre el percentil 5 de las mujeres y el percentil 95 de los hombres. Es obvio que diseñar para que se ajuste es el método más conveniente de diseño, pero existe un trueque con el costo de implementación.
- Diseño para el promedio

El diseño para el promedio es el enfoque menos costoso pero menos preferido. Aunque no existe un individuo con todas las dimensiones promedio, hay ciertas situaciones en las que sería impráctico o demasiado costoso incluir posibilidades de ajuste para todas las características. Es útil, práctico y efectivo en costos, construir un modelo uno a uno del equipo o instalación que se diseña y hacer que los usuarios lo evalúen.

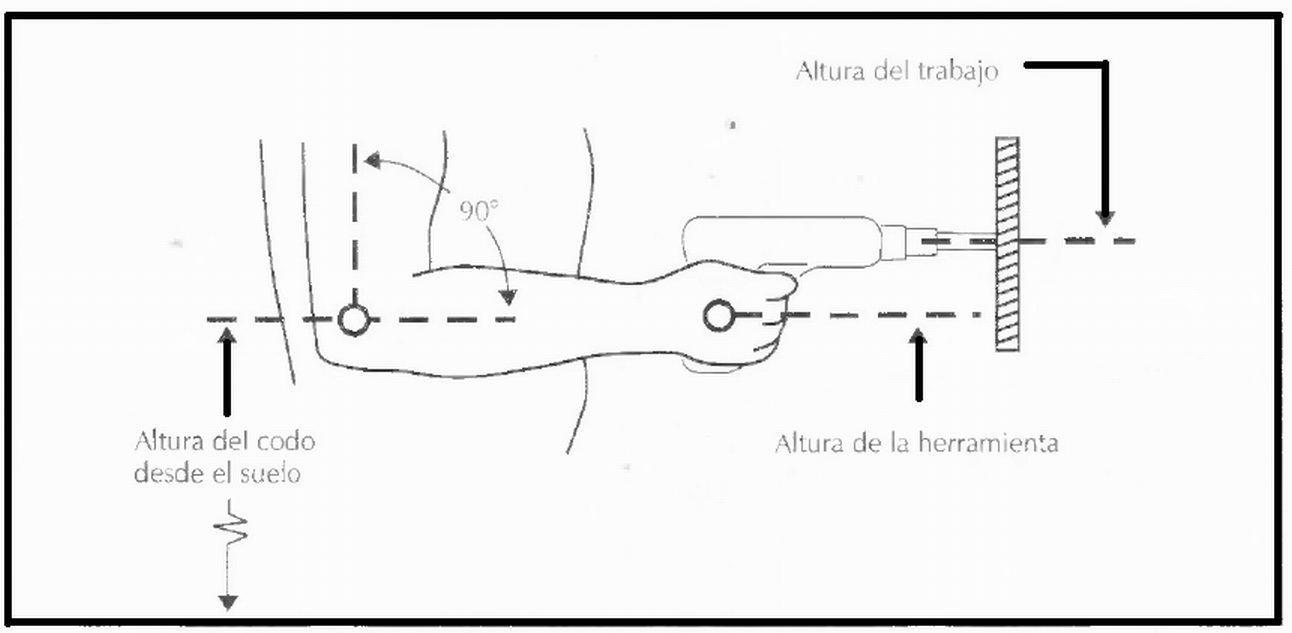
Ergonomía. Puts-Anderson, 1988. Ayuda gráfica para determinar la altura correcta de la superficie de trabajo.

Determinar la altura de la superficie de trabajo según la altura del codo
La altura de la superficie de trabajo (con el trabajador ya sea sentado o de pie) debe determinarse mediante una postura de trabajo cómoda para el operario. En general, esto significa que los antebrazos tienen la posición natural hacia abajo y los codos están flexionados a 90°, de manera que el brazo está paralelo al suelo. La altura del codo se convierte en la altura adecuada de operación o de la superficie de trabajo. Si está demasiado alta, los antebrazos se encogen y causan fátiga de los hombros, si es demasiado baja, el cuello o la espalda se doblan y ocasionan fátiga en esta última.

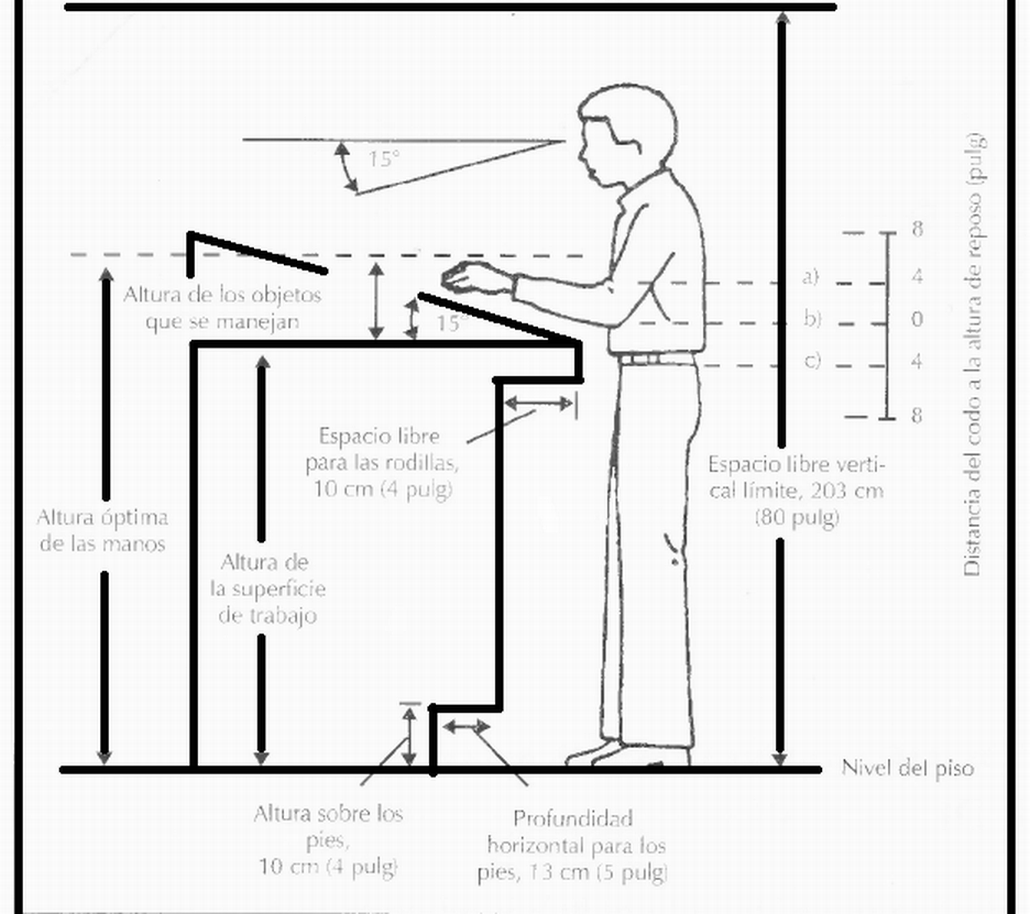
Dimensiones recomendadas para la estación de trabajo de pie: a) para trabajo de precisión con descanso para el brazo, b) para ensamble ligero, c) para trabajo pesado. (Sobre el gráfico de altura estación de trabajo, Niebel/Freivalds, 2005).

Ajustar la altura de la superficie de trabajo según la tarea que se realiza
Existen excepciones a este primer principio. Para ensamble pesado con levantamiento de partes pesadas, es más ventajoso bajar la superficie de trabajo hasta 20 cm, para aprovechar los músculos más fuertes del tronco. Para un ensamble fino que incluye detalles visuales pequeños, es más ventajoso elevar la superficie de trabajo 20 cm, para acercar los detalles a la línea de visión óptima de 15°. Otra alternativa, quizá es mejor inclinar la superficie alrededor de 15°, de esta manera se satisfacen ambos principios. Sin embargo, las partes redondeadas tienen una tendencia a rodar fuera de la superficie.
Estos principios también se aplican a la estación donde se trabaja sentado. Una gran parte de las tareas, como escribir o los ensambles ligeros, se realizan mejor a la altura del codo en descanso. Si el trabajo requiere la percepción de detalle fino, puede ser necesario elevar el trabajo para que esté más cerca de los ojos. Las estaciones para trabajar sentado deben contar con sillas y descanso para los pies ajustables. De manera ideal, una vez que el operario está sentado cómodamente con ambos pies en el suelo, la superficie de trabajo se posiciona a la altura adecuada del codo para ajustar la operación. Así, la estación de trabajo también necesita ser ajustable. Los operarios de estatura baja, cuyos pies no alcanzan el suelo incluso después de ajustar el asiento, deben utilizar un descanso para pies que les proporciones el soporte apropiado.

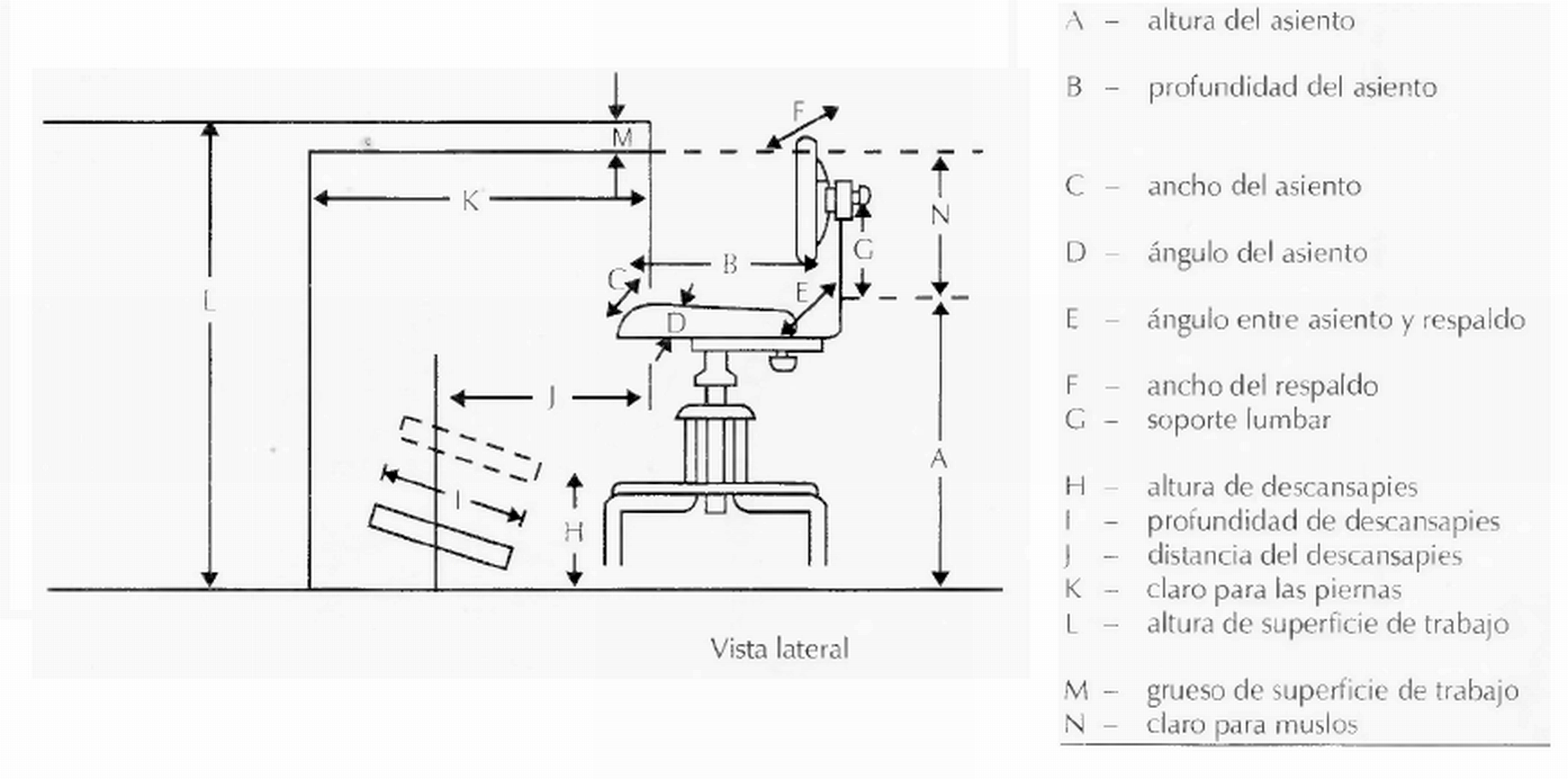
Silla Ajustable e intervalos recomendados para el ajuste de asientos.

Proporcionar una silla cómoda para el operario sentado
La postura sentado es importante desde el punto de vista de reducir tanto el estrés sobre los pies como el gasto global de energía. Debido a que la comodidad es una respuesta individual, es bastante difícil establecer principios estrictos para sentarse bien. Más aún, pocas sillas se adaptarán a la comodidad de muchas posturas posibles para estar sentado. Es muy importante proporcionar soporte lumbar mediante una protuberancia en el respaldo de la silla o con un cojín lumbar colocado a la altura del cinturón. proporcionar un ajuste sencillo para parámetros específicos del asiento. La altura es lo más crítico, donde la ideal se determina con la altura popliteal de la persona. Un asiento demasiado alto comprimirá de manera incómoda la parte de abajo de los muslos, disminuirá el ángulo del tronco y, de nuevo, aumentará la presión en los discos. Además, se recomiendan coderas para dar apoyo a hombros, brazos y descanza pies en el caso de individuos más bajos. En general, las silla deben tener un contorno suave, asiento acojinado y cubierto de una tela que deje pasar el aire para prevenir la humedad por sudor. Un asiento con cojín demasiado suave restringe la postura y puede restringir la circulación en las piernas.
Alentar la flexibilidad en la postura
La altura de la estación de trabajo debe ajustarse de manera que sea posible trabajar en forma eficiente ya sea de pie o sentado. El cuerpo humano no está diseñado para estar sentado durante períodos prolongados. Los discos entre las vértebras no tienen irrigación de sangre por sí solos, dependen de los cambios de presión que resultan del movimiento para recibir nutrientes y eliminar desperdicios. La rigidez en la postura también reduce el flujo de sangre en los músculos e induce fatiga y calambres en los mismos.

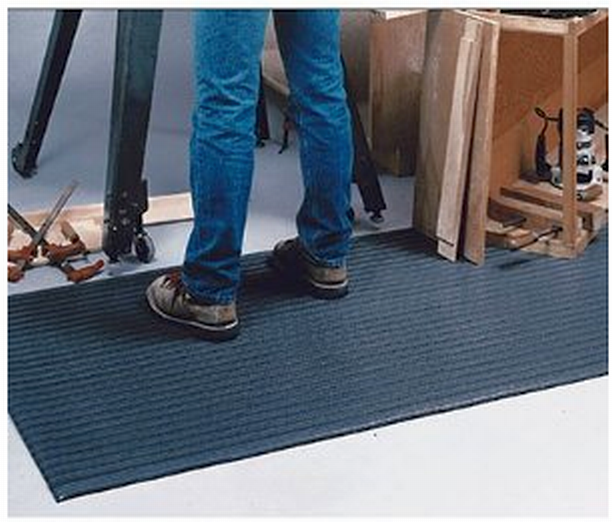
Ergonomía. Tapete antifatiga para operarios que trabajan de pie durante largas jornadas laborales.

Proporcionar tapetes antifatiga para operarios que trabajan de pie
Diferentes investigadores refieren que más de un tercio de todos los trabajadores tienen que trabajar de pie y o caminado por periodos mayores a cuatro horas al día. La postura prolongada de pie, definida como aquella que se mantiene más de dos horas al día, se ha vinculado con diferentes problemas de salud como por ejemplo:
1. Lumbalgia(Drewezynski 1998, Hansen 1998, Redfern 1995)
2. Dolor en pies y piernas (Drewezynski 1998, Hansen 1998, Redfern 1995)
3. Fascitis plantar (Rys, 1994)
4. Restricción del flujo sanguíneo (Hansen 1998, Goonetilleke 1998)
5. Hinchazón de piernas y pies (Drewezynski 1998, Hansen 1998)
6. Venas varicosas(Drewezynski 1988)
7. Incremento de cambios óseos degenerativos (osteoartrosis) en piernas y rodillas (Manninen 2002)
8. Embarazos pretermino y bajo peso al nacer (Mozurkewich 2000, Hae E, 2002)

Las personas que permanecen de pie un 45 a 50 % de su jornada de trabajo presentan molestias en pies y pierna y los que permanecen más de un 25 % de su jornada de pie presentan lumbalgia(Rys 1994).
Es cansado estar de pie por períodos prolongados en un piso de cemento. Deben proporcionarse a los operarios tapetes elásticos antifatiga que permiten pequeñas contracciones músculares en las piernas, lo que fuerza a la sangre a moverse y evitar que se acumule en las extremidades inferiores.

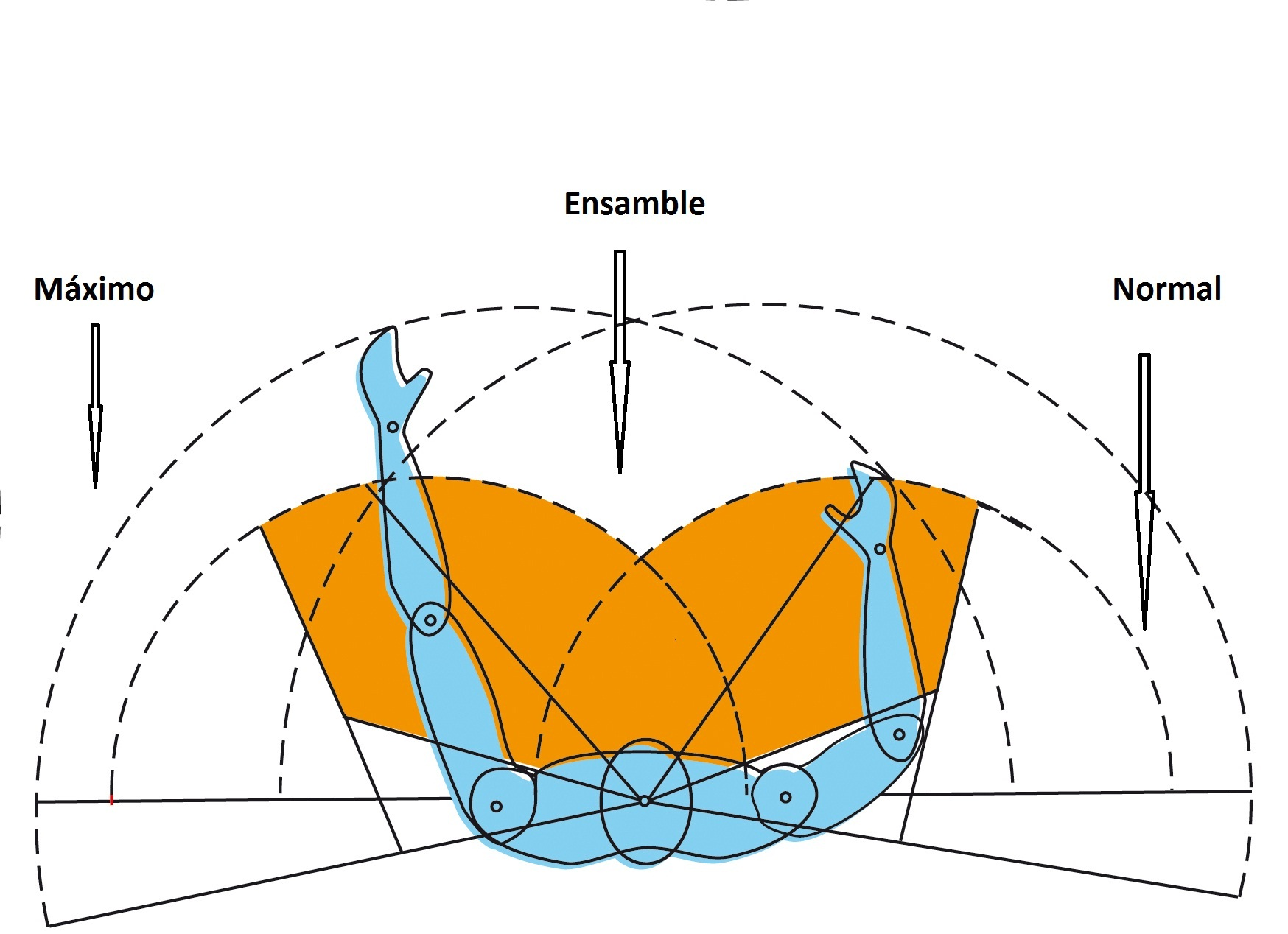
Ergonomía. Áreas operativas de la simetría bilateral del cuerpo humano en planta (sobre gráfico del libro de ergonomía de ESADM).

Localizar todas las herramientas y materiales dentro del área normal de trabajo
En cada movimiento interviene una distancia. Mientras más grande es la distancia, mayores son el esfuerzo muscular, el control y el tiempo. Por lo tanto, es importante minimizar las distancias. El área normal de trabajo de la mano derecha en el plano horizontal incluye el área circunscrita por el antebrazo al moverlo en forma de arco con pivote en el codo. Esta área representa la zona más conveniente dentro de la cual la mano realiza movimientos con un gasto normal de energía. El área normal de la mano izquierda se establece de manera similar. Como los movimientos se hacen en tercera dimensión, al igual que en el plano horizontal, el área normal de trabajo se aplica también al plano vertical.

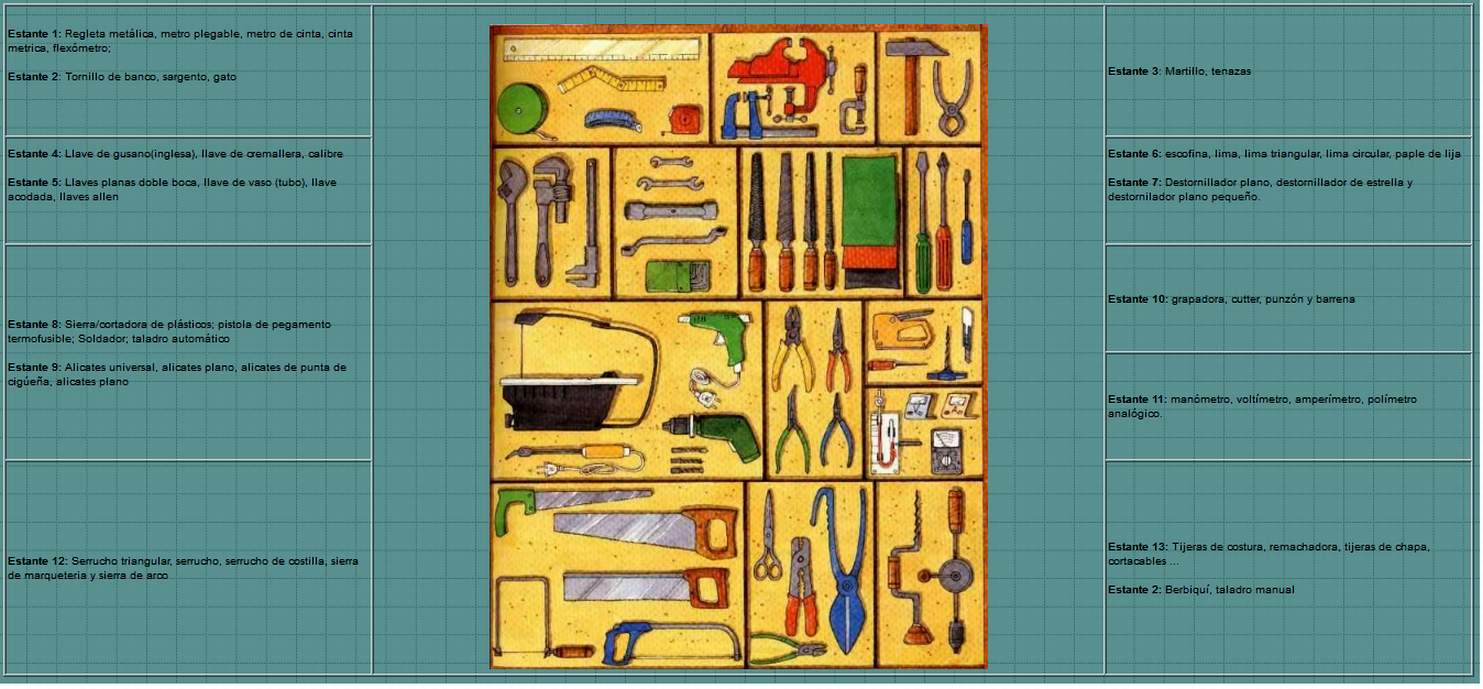
Localización fija en tablero de herramientas.

Localizaciones fijas para todas las herramientas y materiales que permitan la mejor secuencia
Al manejar un automóvil, todos estamos familiarizados con el poco tiempo que se requiere para aplicar el pie al freno. La razón es obvia: como el pedal del freno tiene una posición fija, no se necesita tiempo para decidir dónde se localiza. El cuerpo responde de manera instintiva y aplica presión al área en la que el conductor sabe que se encuentra el pedal del freno. Si su localización variara, el conductor necesitaría mucho más tiempo para detener el auto. De igual manera, proporcionar localizaciones fijas para todas las herramientas y materiales en la estación de trabajo elimina, o por lo menos minimiza, las pequeñas dudas requeridas para buscar y seleccionar los objetos necesarios para hacer el trabajo.
Utilizar canaletas por gravedad y entrega dejando caer para reducir los tiempos de alcanzar y mover
Las canaletas de gravedad hacen posible un área de trabajo limpia, ya sea que el material terminado se manda fuera, en lugar de amontonarlo alrededor de ella. Un contenedor elevado respecto a la superficie de trabajo (de manera que la mano pueda deslizar material por debajo de él también disminuirá entre 10 y 15 % el tiempo requerido para realizar esta tarea. Las canaletas por gravedad permiten enviar las partes terminadas dentro del área normal y eliminar la necesidad de movimientos lejanos.
Arreglo óptimo de herramientas, controles y otras componentes para minimizar los movimientos
El arreglo óptimo depende de muchas características, tanto humanas (fuerza, alcance, sentidos) como de la tarea (cargas, repetición, orientación). Es obvio que no todos los factores se pueden optimizar. El diseñador debe establecer prioridades en la distribución del área de trabajo. Una vez determinada la localización para un grupo de componentes, es decir, las partes usadas con más frecuencia para el ensamble, deben tomarse en cuenta los principios de funcionalidad y secuencia de uso. La funcionalidad se refiere al agrupamiento de componentes según la similitud de su función, por ejemplo, todos lo sujetadores en un área, todos los empaques y componentes de hule o caucho en otra área. Es muy importante colocar las componentes o subensambles en el orden en que se ensamblan, puesto que esto tendrá un gran efecto en la reducción de movimientos inútiles.
Hacer cortes múltiples cuando sea posible con la combinación de dos o más herramientas en una
La planeación de la producción avanzada más eficiente para la manufactura incluye hacer cortes múltiples con la combinación de herramientas y cortes simultáneos con distintas herramientas. Por supuesto, el tipo de trabajo que se va a procesar y el número de partes que deben producirse determina si es deseable combinar los cortes, como en el caso de cortes con una torre cuadrada y hexagonal.
Usar dispositivos en lugar de sostener con la mano
Si se usa cualquier mano para sostener durante el procesamiento de una parte, entonces la mano no está realizando trabajo útil. Siempre se puede diseñar un dispositivo para sostener el trabajo de manera satisfactoria, y permitir que ambas manos realicen trabajo útil. Los dispositivos no solo ahorran tiempo de proceso de las partes, sino permiten sostener el trabajo de forma más exacta y firme. Muchas veces, los mecanismos operados con el pie permiten que ambas manos realicen trabajo productivo.
Localizar todos los dispositivos de control con la mayor accesibilidad y capacidad de fuerza para el operario
Muchas máquinas herramienta y otros dispositivos son perfectos en el sentido mecánico, pero no proporcionan una operación efectiva, porque el diseñador de la instalación no tomó en cuenta los diferentes factores humanos. Volantes, manivelas y palancas deben tener el tamaño y la posición adecuados para que el operario las manipule con habilidad máxima y fatiga mínima. Los controles que se usan a menudo deben colocarse entre las alturas del codo y el hombro. Los operarios sentados pueden aplicar una fuerza máxima a las palancas que están al nivel del codo; los operarios de pie, a las palancas que tienen la altura del hombro. El diámetro de los volantes y manubrios depende del torque que debe aplicarse y de la posición montado.
Usar códigos de forma, textura y tamaño para los controles
Los códigos de forma, con configuraciones geométricas de dos o tres dimensiones, permiten la identificación tanto por tacto como visual. Es útil, en especial en condiciones de poca luz, o en situaciones en donde se desea redundancia o calidad duplicada en la identificación, para ayudar a minimizar los errores. Las perillas de rotación múltiple se usan para controles continuos en los que el intervalo de ajuste es mayor que una vuelta completa. Las perillas de rotación fraccionaria se usan para controles continuos con intervalos menores que una vuelta, en tanto las perillas de posicionamiento se usan en ajustes discretos.
Usar el tamaño, desplazamiento y resistencia de los controles adecuados
En sus asignaciones de trabajo, los operarios usan todo el tiempo varios tipos de control y diseño de controles. Los tres parámetros que tienen un gran impacto en el desempeño son:
1. Tamaño del control
2. Razón control-respuesta
3. Resistencia del control al operarlo

Un control muy pequeño o bien demasiado grande no puede activarse con eficiencia.
- La razón control-respuesta (C/R) se define como la cantidad de movimiento en un control dividido entre la cantidad de movimiento en la respuesta. Una razón C/R baja indica alta sensibilidad, como en el ajuste grueso de un micrómetro. Una razón C/R alta significa baja sensibilidad, como el ajuste fino del micrómetro. El movimiento global de control depende de la combinación del tiempo de viaje primario para alcanzar la meta aproximada y el tiempo de ajuste secundario para lograr la posición meta exacta con precisión. La razón C/R óptima que minimiza este movimiento total depende del tipo de control y de las condiciones de la tarea.

- La resistencia del control es importante en términos de proporcionar retroalimentación al operario. De manera ideal, puede ser de dos tipos: desplazamiento puro sin resistencia, o fuerza pura sin desplazamiento. La primera tiene la ventaja de causar menos fatiga, mientras que la segunda tiene las características de punto muerto, es decir, el control regresa a cero al soltarlo. (Sanders y McCormick, 1993)

Asegurar la compatibilidad adecuada entre controles y pantallas
La compatibilidad se define como la relación entre los controles y las pantallas que es consistente con las expectativas humanas. Los principios básicos incluyen:
1. rendimiento Laboral
2. mapeo y
3. retroalimentación

de manera que el operario sabe que la función se ha conseguido.
Por ejemplo, un buen rendimiento es una puerta con manija que abre al jalarla o una puerta con una placa que abre al empujar. El mapeo del espacio se observa en estufas bien diseñadas. La compatibilidad de movimiento se suministra con la acción directa, la lectura de escalas que aumentan de izquierda a derecha y los movimientos en el sentido de las manecillas del reloj que aumenten el ajuste. Para las pantallas circulares, la mejor compatibilidad se logra con una escala fija y señaladores o agujas que se mueven.
En pantallas horizontales o verticales se usa el principio de Warrick, que dice que los señaladores más cercanos en la pantalla y el movimiento de control en la misma dirección proporcionan la mejor compatibilidad. (Sanders y McCormick, 1993)
Dosis de ruido
La dosis de ruido que se encuentre por arriba de los 80 dBA provoca que quien escuche tal cantidad sea afectado por una dosis parcial. Si dicha exposición total diaria consta de varias exposiciones parciales a diferentes niveles de ruido, las dosis parciales se suman para así conseguir una exposición combinada:
D = 100 X (C1/T1 + C2/T2 + … + Cn/Tn) <= 100
Donde:
D = dosis de ruido
C = tiempo de permanencia bajo los efectos de un nivel de ruido específico (h)
T = tiempo permitido bajo los efectos de un nivel de ruido específico (h)
La exposición total a diferentes niveles de ruido no puede excederse a una dosis de 100 %.
Exposiciones al ruido permitidas
| Duración por día (horas) | Nivel del sonido (dBA) |
| 8                        | 90                     |
| 6                        | 92                     |
| 4                        | 95                     |
| 3                        | 97                     |
| 2                        | 100                    |
| 1.5                      | 102                    |
| 1                        | 105                    |
| 0.5                      | 110                    |
| 0.25 o menor             | 115                    |

Cuando la exposición diaria al ruido está compuesta por dos o más periodos de exposición a ruido de diferentes niveles, se debe considerar su efecto de combinación en lugar de los efectos independientes de cada uno de ellos. Si la suma de las fracciones siguientes C1/T1 + C2/T2 + … + Cn/Tn excede a la unidad, se debe considerar la exposición combinada para exceder el valor máximo. Cn indica el tiempo total de exposición a un nivel de ruido específico, mientras que Tn es igual al tiempo total de exposición que se permite durante una jornada laboral.
La exposición al ruido de impacto no debe exceder el nivel de presión sonora pico de 140 dB.

## Ergonomía en España
La ergonomía ha cobrado relevancia en España en los últimos años, especialmente en el contexto laboral y académico. A continuación, se presentan algunos aspectos clave sobre este tema

### Normativa y Regulaciones
España cuenta con diversas normativas que regulan la ergonomía en el ámbito laboral. Algunas de las más importantes son:
- Ley de Prevención de Riesgos Laborales: Establece la obligación de garantizar la seguridad y salud de los trabajadores, incluyendo aspectos relacionados con la ergonomía.[19]
- Reglamento de los Servicios de Prevención: Incluye la evaluación de riesgos ergonómicos como parte de la gestión de la seguridad laboral.[20]

#### Ámbitos de Aplicación
La ergonomía se aplica en diversos sectores, como:
- Oficinas: Diseño de espacios que favorecen posturas adecuadas, el uso de mobiliario ajustable y la implementación de pausas activas.[21]
- Industria: Optimización de estaciones de trabajo y herramientas para minimizar la carga física sobre los trabajadores.[22]
- Salud: Evaluaciones ergonómicas en hospitales para mejorar la calidad del trabajo del personal.[23]

##### Educación y Formación
Las universidades españolas ofrecen programas y cursos sobre ergonomía y disciplinas afines, como la ingeniería del trabajo y la psicología laboral. Esto es fundamental para formar profesionales en la implementación de soluciones ergonómicas. Puedes encontrar más detalles sobre programas académicos en el Ministerio de Universidades.

##### Investigación y Desarrollo
Hay diversas instituciones y centros de investigación en España dedicados al estudio de la ergonomía. El Instituto Nacional de Seguridad y Salud en el Trabajo (INSST) es uno de ellos.

###### 5. Tendencias Actuales
- Teletrabajo: Con el aumento del trabajo remoto, la ergonomía en el hogar se ha vuelto crucial, destacando la necesidad de adaptar los espacios de trabajo domésticos.[24]
- Tecnología: La utilización de tecnología ergonómica, como escritorios ajustables y herramientas digitales, está en crecimiento.[25]

La ergonomía en España es un campo en expansión que busca mejorar las condiciones laborales y la calidad de vida de los trabajadores, adaptándose a los cambios en el entorno laboral contemporáneo.

### Administraciones públicas
- Portal de Ergonomía del Instituto Nacional de Seguridad y Salud en el Trabajo.
- Agencia Europea para la Seguridad y la Salud en el Trabajo (OSHA EU).
- Ergonomics - OSHA (en inglés).
- Human factors and ergonomics - Health & Safety Executive UK (en inglés).
- Ergonomics - Canadian Centre for Occupational Health and Safety (en inglés).

### Asociaciones
- International Ergonomics Association (en inglés).
- Federation of the European Ergonomics Societies (FEES) (en inglés).
- Unión Latinoaméricana de Ergonomía (ULAERGO).
- Human Factors and Ergonomics Society (en inglés).
- Human Factors & Ergonomy - Society of Australia Inc. (en inglés).
- Institut de recherche Robert-Sauvé en santé et en sécurité du travail (IRSST), de Canadá (en francés).

### Publicaciones
- Revista "Salud de los Trabajadores" - Universidad de Carabobo.
- The Ergonomics Open Journal (2008-2018) - Bentham Open (en inglés).
- Journal of Ergonomics - Open Access (en inglés).
- Journal: Human Systems Management (en inglés).
- Chartered Institute of Ergonomics & Human Factors (en inglés).
- Journal: Back and musculoeskeletal rehabilitation (en inglés).
- Work: A Journal of Prevention, Assessment & Rehabilitation (en inglés).
- Journal: Occupational and Environmental Medicine (en inglés).
- Journal: At Work - Institute for Work & Health, Canadá (en inglés).
- Journal: Occupational Ergonomics (en inglés).
- Journal: Ergonomics in Design: The Quarterly of Human Factors Applications (en inglés).
- Human Factors: The Journal of the Human Factors and Ergonomics Society (en inglés).
- Ergonomics SA : Journal of the Ergonomics Society of South Africa (en inglés).
- Theoretical Issues in Ergonomics Science (en inglés).
- Applied Ergonomics: Human Factors in Technology and Society (en inglés).
- International Journal of Industrial Ergonomics (en inglés).
- Human Factors and Ergonomics in Manufacturing & Service Industries (en inglés).
- International Journal of Human-Computer Interaction (en inglés).
- Reviews of Human Factors and Ergonomics (en inglés).

- Datos: Q1750812
- Multimedia: Ergonomics / Q1750812